# Máy rút tiền tự động

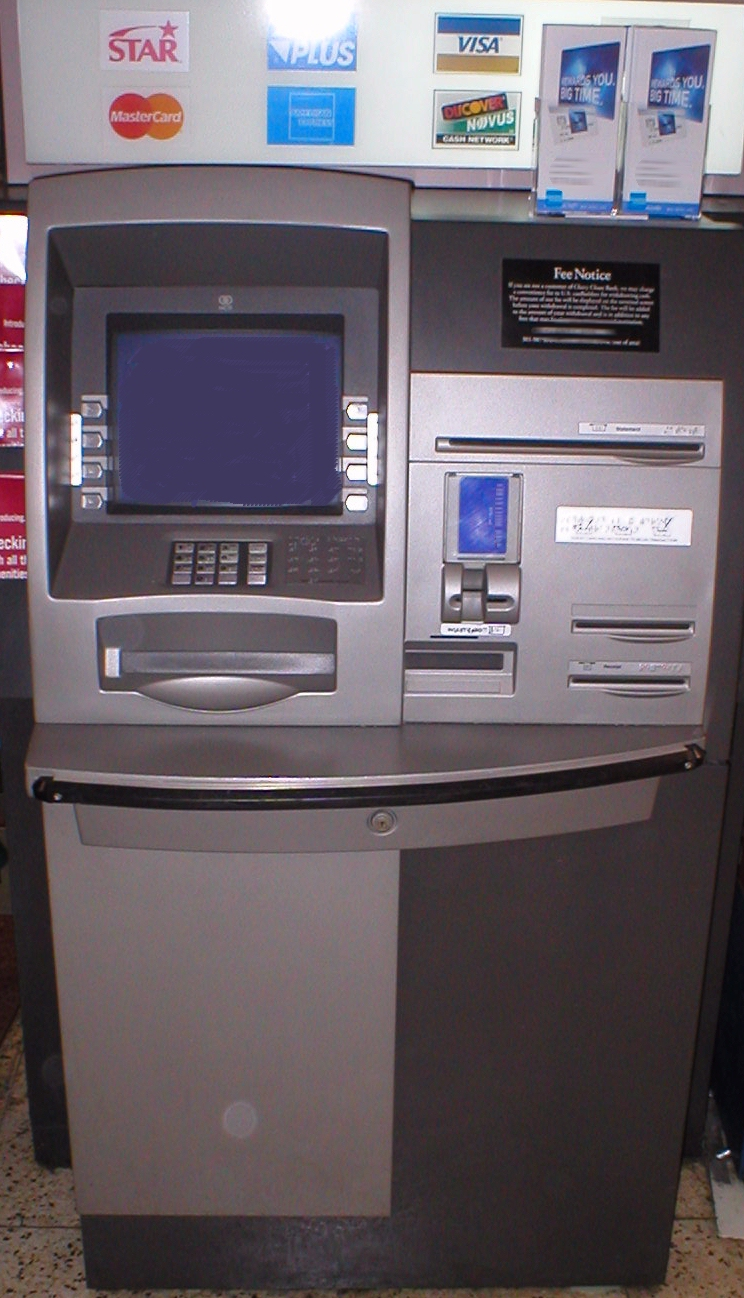
Một máy NCR Personas 75-Series, máy ATM đa chức năng ở Hoa Kỳ

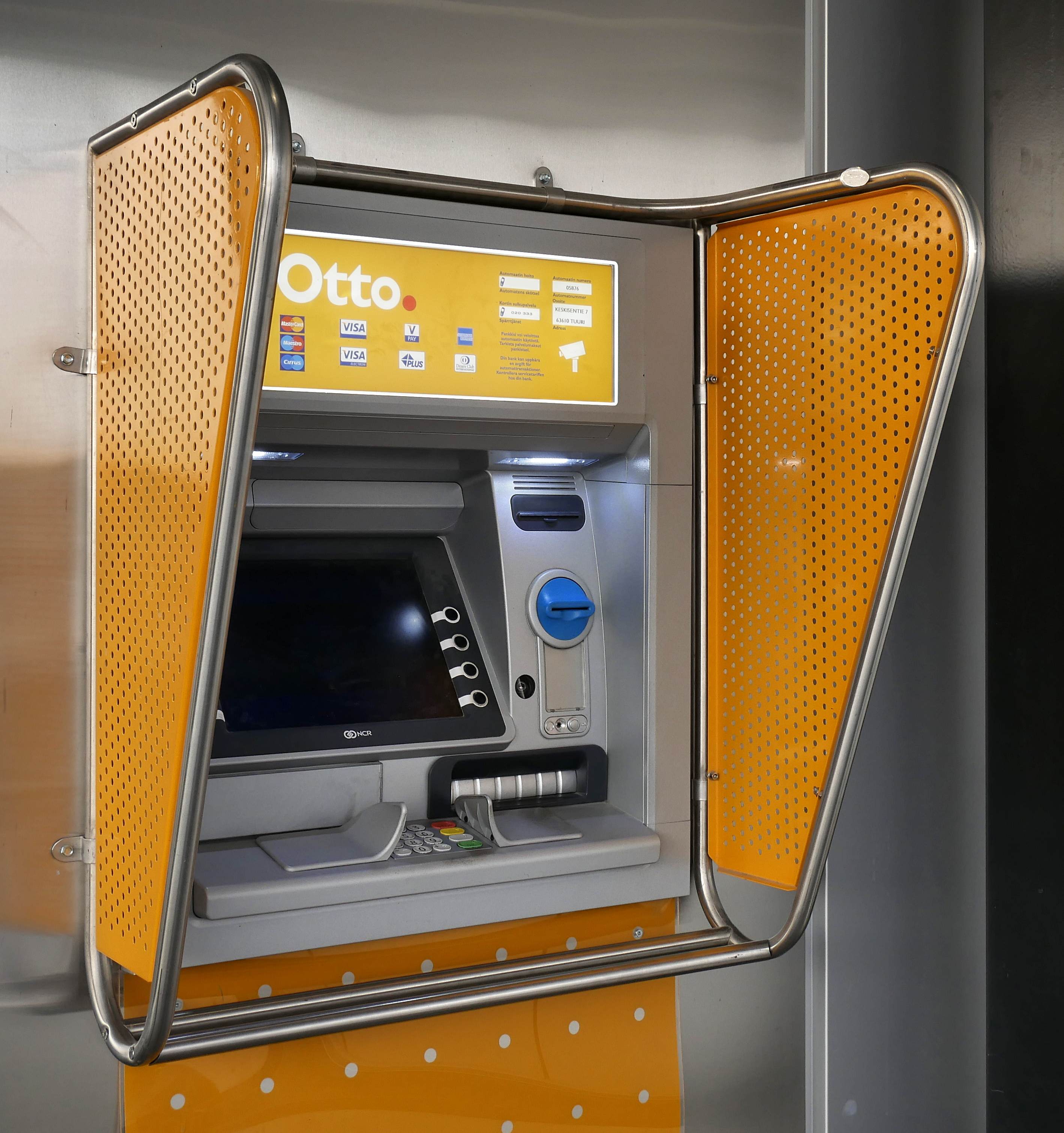
Otto., một máy ATM Phần Lan

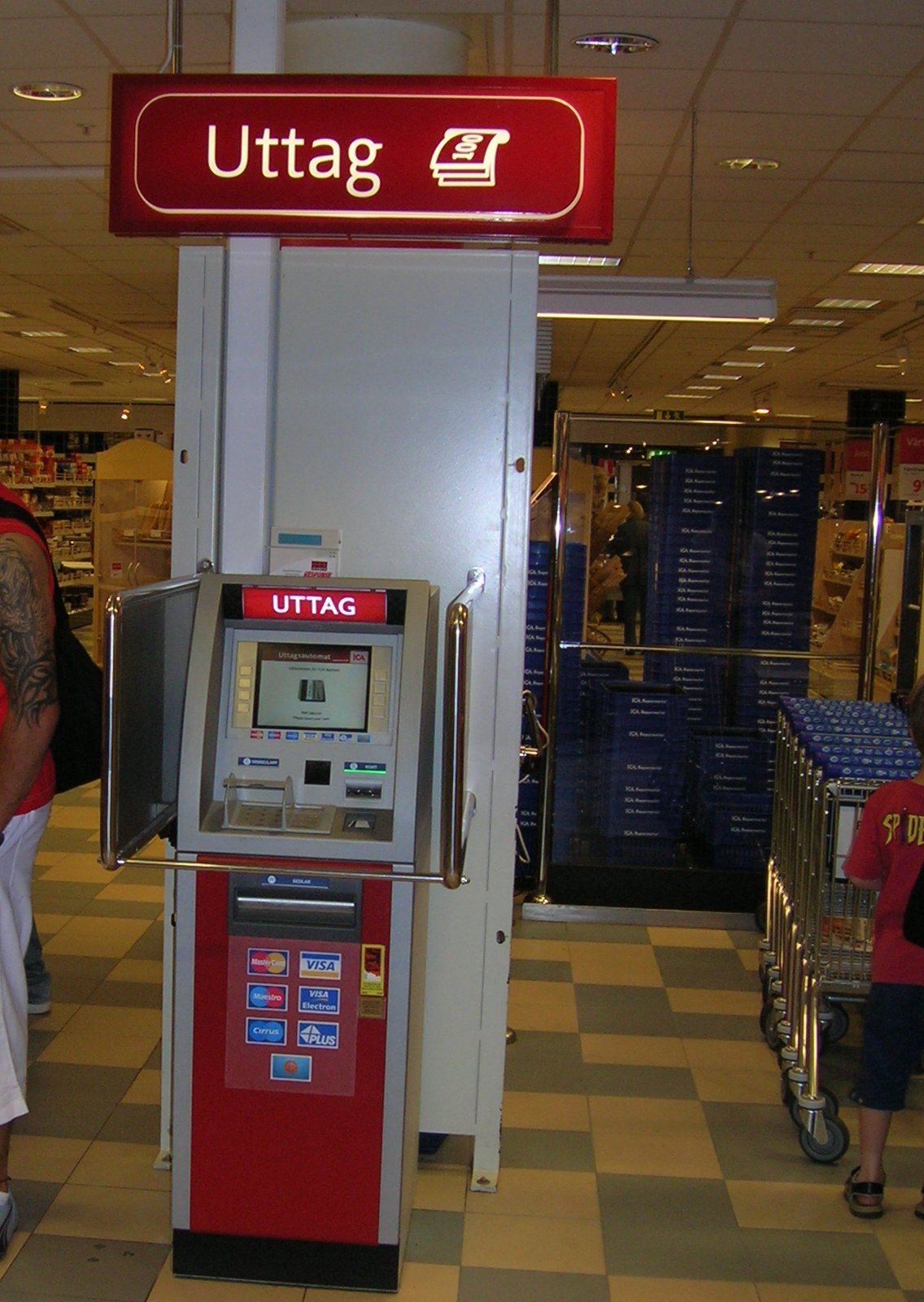
Các máy ATM trong nhà có kích thước nhỏ hơn để thuận tiện cho việc chuyển tiền bên trong các cửa hàng tiện lợi và các khu vực bận rộn khác, chẳng hạn như máy ATM ICA đơn chức năng Wincor Nixdorf này ở Thụy Điển.

Máy rút tiền tự động hay máy giao dịch tự động (còn được gọi là ATM, viết tắt của automated teller machine hoặc automatic teller machine trong tiếng Anh) là một thiết bị ngân hàng giao dịch tự động với khách hàng, thực hiện việc nhận dạng khách hàng thông qua thẻ ATM (thẻ ghi nợ, thẻ tín dụng) hay các thiết bị tương thích, và giúp khách hàng kiểm tra tài khoản, rút tiền mặt, chuyển khoản, thanh toán tiền hàng hóa dịch vụ.
ATM được gọi bằng nhiều tên khác nhau, bao gồm cả máy tự động rút tiền (ATM) tại Hoa Kỳ  (đôi khi được gọi thừa chữ như "máy ATM"). Ở Canada, thuật ngữ máy ngân hàng tự động (ABM) cũng được sử dụng, mặc dù ATM cũng được sử dụng rất phổ biến ở Canada, với nhiều tổ chức Canada sử dụng ATM thay vì ABM. Trong tiếng Anh Anh, các thuật ngữ cashpoint, máy rút tiền và hole in the wall được sử dụng rộng rãi nhất. Các cách khác bao gồm bany time money, cashline, tyme machine, cash dispenser, cash corner, bankomat. Nhiều máy ATM có bảng hiệu phía trên cho biết tên ngân hàng hoặc tổ chức sở hữu máy ATM và có thể bao gồm các mạng mà máy ATM có thể kết nối. Các máy ATM không được điều hành bởi một tổ chức tài chính được gọi là máy ATM "nhãn trắng".
Bằng cách sử dụng máy ATM, khách hàng có thể truy cập tài khoản tiền gửi ngân hàng hoặc tài khoản tín dụng của mình để thực hiện nhiều giao dịch tài chính khác nhau, đặc biệt là rút tiền mặt và kiểm tra số dư, cũng như chuyển tín dụng đến và từ điện thoại di động. Máy ATM cũng có thể được sử dụng để rút tiền mặt ở nước ngoài. Nếu đơn vị tiền tệ được rút từ máy ATM khác với loại tiền được sử dụng trong tài khoản ngân hàng, tiền sẽ được chuyển đổi theo tỷ giá hối đoái của tổ chức tài chính. Khách hàng thường được nhận dạng bằng cách cắm thẻ ATM nhựa (hoặc một số thẻ thanh toán được chấp nhận khác) vào máy ATM, với xác thực là khách hàng nhập mã số nhận dạng cá nhân (PIN), mã này phải khớp với mã PIN được lưu trong chip trên thẻ (nếu thẻ được trang bị như vậy), hoặc trong cơ sở dữ liệu của tổ chức tài chính phát hành.
Theo Hiệp hội Công nghiệp ATM (ATMIA), Tính đến  năm 2015, đã có gần 3,5 triệu máy ATM được lắp đặt trên toàn thế giới. Tuy nhiên, việc sử dụng máy ATM đang giảm dần với sự gia tăng của các hệ thống thanh toán không dùng tiền mặt.

## Lịch sử

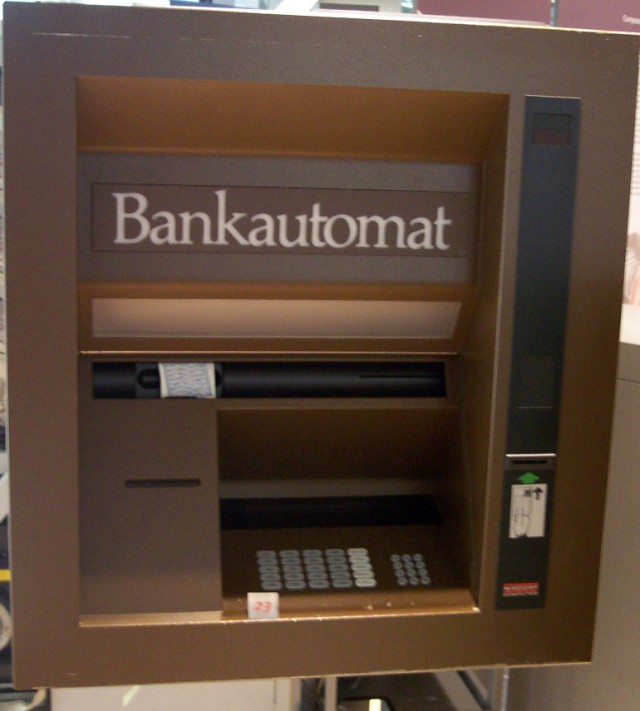
Máy ATM Nixdorf cũ

Ý tưởng phân phối tiền mặt ngoài giờ được phát triển từ nhu cầu của các nhân viên ngân hàng ở Nhật Bản, Thụy Điển, Vương quốc Anh và Hoa Kỳ. Một thiết bị của Nhật Bản được gọi là "Máy cho vay dùng máy tính" đã cung cấp tiền mặt dưới dạng khoản vay 3 tháng ở mức 5% / năm sau khi cắm thẻ tín dụng. Thiết bị hoạt động vào năm 1966. Tuy nhiên, có ít thông tin về thiết bị này.
Adrian Ashfield đã phát minh ra ý tưởng cơ bản về một thẻ kết hợp giữa chìa khóa và danh tính của người dùng vào tháng 2 năm 1962. Điều này đã được cấp Bằng sáng chế 959.713 của Vương quốc Anh cho "Bộ điều khiển truy cập" vào tháng 6 năm 1964 và được giao cho WS Atkins & Partners, người đã thuê Ashfield. Anh  đã được trả mười shilling cho việc này, số tiền tiêu chuẩn cho tất cả các bằng sáng chế. Ban đầu nó được dự định để phân phối xăng nhưng bằng sáng chế đã đề cập đến tất cả các mục đích sử dụng.
Trong hồ sơ bằng sáng chế của Hoa Kỳ, Luther George Simjian đã được ghi nhận là người đã phát triển một "thiết bị nghệ thuật tiền nhiệm". Cụ thể là bằng sáng chế thứ 132 của ông (US3079603), được nộp lần đầu tiên vào ngày 30 tháng 6 năm 1960 (và được cấp ngày 26 tháng 2 năm 1963). Việc tung ra chiếc máy này, có tên là Bankograph, đã bị trì hoãn vài năm, một phần do công ty Reflectone Electronics Inc. của Simjian được Universal Match Corporation mua lại. Một Bankograph thử nghiệm đã được lắp đặt tại Thành phố New York vào năm 1961 bởi Ngân hàng Thành phố New York, nhưng bị gỡ bỏ sau sáu tháng do không được khách hàng chấp nhận. Bankograph là một máy gửi tiền tự động bằng phong bì (chấp nhận tiền xu, tiền mặt và séc) và không có tính năng phân phối tiền mặt.

Reg Varney sử dụng máy ATM đầu tiên năm 1967

Một máy rút tiền mặt được Ngân hàng Barclays đưa vào sử dụng tại chi nhánh Enfield Town ở Bắc London, Vương quốc Anh vào ngày 27 tháng 6 năm 1967. Cỗ máy này được diễn viên hài người Anh Reg Varney khai trương rút thử. Ví dụ về phát minh này được ghi nhận cho nhóm kỹ sư do John Shepherd-Barron của công ty in De La Rue dẫn đầu, người đã được trao tặng OBE trong Giải thưởng Năm mới 2005. Các giao dịch được bắt đầu bằng cách chèn séc giấy do giao dịch viên hoặc thủ quỹ phát hành, được đánh dấu bằng carbon-14 để đảm bảo khả năng đọc và bảo mật của máy, trong mô hình sau này được khớp với mã số nhận dạng cá nhân (PIN) gồm sáu chữ số. Shepherd-Barron nói: "Tôi thấy phải có cách nào đó để tôi có thể rút được tiền của riêng mình, ở bất kỳ đâu trên thế giới hoặc ở Vương quốc Anh. Tôi nảy ra ý tưởng về máy rút thanh sô cô la, nhưng thay thế sô cô la bằng tiền mặt." 
Máy Barclays – De La Rue (được gọi là Hệ thống rút tiền tự động De La Rue hay DACS)  đánh bại các ngân hàng tiết kiệm của Thụy Điển và một công ty có tên là Metior's machine (một thiết bị gọi là Bankomat) chỉ trong chín ngày và Ngân hàng Westminster - Smith Industries - Hệ thống Chubb (gọi là Chubb MD2) trong 1 tháng. Phiên bản trực tuyến của máy Thụy Điển được liệt kê là đã hoạt động vào ngày 6 tháng 5 năm 1968, đồng thời tuyên bố là máy ATM trực tuyến đầu tiên trên thế giới, trước những tuyên bố tương tự của IBM và Lloyds Bank vào năm 1971, và Oki vào năm 1970. Sự hợp tác của một công ty khởi nghiệp nhỏ tên là Speytec và Ngân hàng Midland đã phát triển chiếc máy thứ tư được bán ra thị trường sau năm 1969 tại Châu Âu và Hoa Kỳ bởi Burroughs Corporation. Bằng sáng chế cho thiết bị này (GB1329964) được nộp vào tháng 9 năm 1969 (và được cấp năm 1973) bởi John David Edwards, Leonard Perkins, John Henry Donald, Peter Lee Chappell, Sean Benjamin Newcombe và Malcom David Roe.
Cả DACS và MD2 đều chỉ chấp nhận mã thông báo hoặc chứng từ sử dụng một lần được máy giữ lại, trong khi các máy Speytec hoạt động với thẻ có dải từ ở phía sau. Các máy này đã sử dụng các nguyên tắc bao gồm Carbon-14 và từ tính lực kháng từ thấp để làm cho việc gian lận trở nên khó khăn hơn.

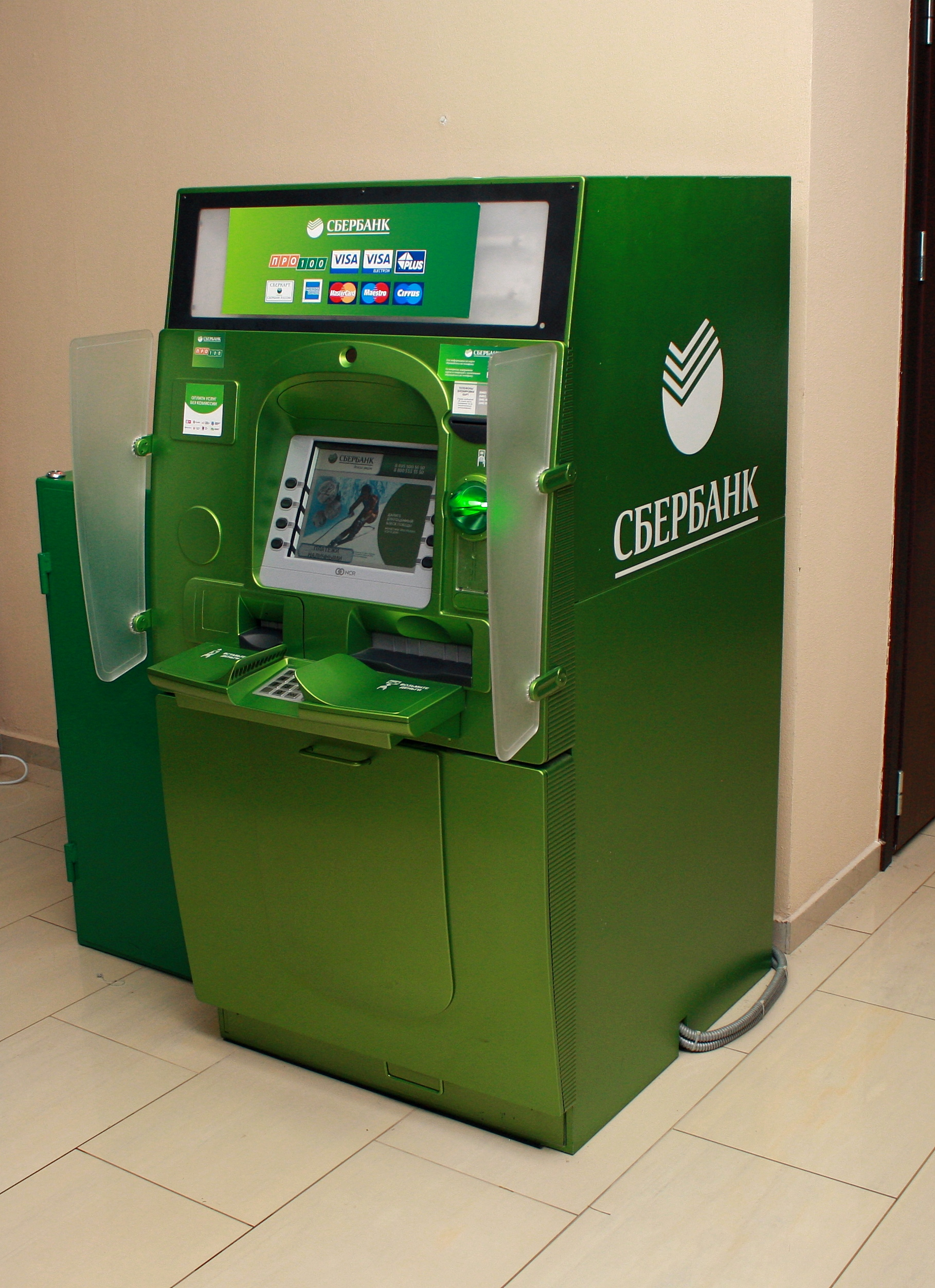
ATM Sberbank ở Tolyatti, Nga

Ý tưởng về mã PIN được lưu trên thẻ được phát triển bởi một nhóm kỹ sư làm việc tại Smiths Group trên Chubb MD2 vào năm 1965 và đã được cấp cho James Goodfellow (bằng sáng chế GB1197183 được nộp vào ngày 2 tháng 5 năm 1966 với Anthony Davies). Bản chất của hệ thống này là nó cho phép xác minh khách hàng bằng tài khoản ghi nợ mà không cần sự can thiệp của con người. Bằng sáng chế này cũng là ví dụ sớm nhất về "hệ thống phân phối tiền tệ" hoàn chỉnh trong hồ sơ bằng sáng chế. Bằng sáng chế này được nộp vào ngày 5 tháng 3 năm 1968 tại Hoa Kỳ (US 3543904) và được cấp vào ngày 1 tháng 12 năm 1970. Nó có ảnh hưởng sâu sắc đến toàn ngành. Không chỉ những công ty trong tương lai tham gia vào thị trường máy rút tiền như NCR Corporation và IBM đã cấp phép cho hệ thống mã PIN của Goodfellow, mà một số bằng sáng chế sau này gọi bằng sáng chế này là "Prior Art Device".

### Lan truyền
Thiết bị do người Anh thiết kế (tức là Chubb, De La Rue) và tiếng Thụy Điển (tức là Asea Meteor) nhanh chóng lan rộng ra. Ví dụ, với mối liên hệ với Barclays, Ngân hàng Scotland đã triển khai DACS vào năm 1968 với thương hiệu 'Scotcash'. Khách hàng được cấp mã số cá nhân để kích hoạt máy, tương tự như mã PIN hiện đại. Chúng cũng chứa các phiếu mua hàng trị giá 10 bảng Anh. Chúng được đưa vào máy và số tiền tương ứng được ghi nợ từ tài khoản của khách hàng.
Một máy ATM do Chubb sản xuất đã xuất hiện ở Sydney vào năm 1969. Đây là máy ATM đầu tiên được lắp đặt ở Úc. Máy chỉ rút 25 đô la mỗi lần và bản thân thẻ ngân hàng sẽ được gửi đến người dùng sau khi ngân hàng xử lý lệnh rút tiền.
Bankomat của Asea Metior là máy ATM đầu tiên được Banesto lắp đặt ở Tây Ban Nha vào ngày 9 tháng 1 năm 1969, ở trung tâm thành phố Madrid. Thiết bị này đưa ra các tờ 1.000 peseta (1 đến tối đa 5 tờ). Mỗi người dùng phải giới thiệu một khóa cá nhân bảo mật bằng cách sử dụng kết hợp mười nút số. Vào tháng 3 cùng năm, một quảng cáo hướng dẫn sử dụng Bancomat đã được đăng trên cùng tờ báo.

### Docutel ở Hoa Kỳ

Máy ATM của Ngân hàng Chase - 2008

Sau khi tận mắt chứng kiến những kinh nghiệm ở châu Âu, năm 1968, máy ATM được Donald Wetzel, người từng là trưởng bộ phận của một công ty có tên là Docutel, người tiên phong ở Mỹ và là người phát minh ra thẻ ATM dải từ tính đầu tiên. Docutel là công ty con của Công ty Recognition Equipment Inc của Dallas, Texas, đang sản xuất thiết bị quét quang học và đã hướng dẫn Docutel khám phá việc xử lý hành lý tự động và máy bơm xăng tự động.
Vào ngày 2 tháng 9 năm 1969, Ngân hàng Chemical đã lắp đặt máy ATM đầu tiên ở Mỹ tại chi nhánh của nó ở Trung tâm Rockville, New York. Các máy ATM đầu tiên được thiết kế để phân phối một lượng tiền mặt cố định khi người dùng đưa thẻ được mã hóa đặc biệt vào. Một quảng cáo của Ngân hàng Hóa chất khoe rằng "Vào ngày 2 tháng 9, ngân hàng của chúng tôi sẽ mở cửa lúc 9:00 và không bao giờ đóng cửa nữa."  Máy ATM của Chemical, ban đầu được gọi là Docuteller, được thiết kế bởi Donald Wetzel và công ty Docutel của ông. Các giám đốc điều hành hóa chất ban đầu do dự về việc chuyển đổi ngân hàng điện tử do chi phí cao của các máy ban đầu. Ngoài ra, các giám đốc điều hành lo ngại rằng khách hàng sẽ chống lại việc máy móc xử lý tiền của họ. Năm 1995, Bảo tàng Lịch sử Hoa Kỳ Quốc gia Smithsonian đã công nhận Docutel và Wetzel là những người phát minh ra máy ATM nối mạng.
Đến năm 1974, Docutel đã chiếm được 70% thị trường Hoa Kỳ; nhưng do hậu quả của cuộc suy thoái đầu năm 1970 trên toàn thế giới và sự phụ thuộc vào một dòng sản phẩm duy nhất, Docutel mất đi sự độc lập và buộc phải hợp nhất với công ty con Olivetti của Mỹ.
Wetzel được Văn phòng Sáng chế Hoa Kỳ công nhận là người đã phát minh ra máy ATM dưới dạng Bằng sáng chế Hoa Kỳ # 3,761,682; đơn đã được nộp vào tháng 10 năm 1971 và bằng sáng chế được cấp vào năm 1973. Tuy nhiên, hồ sơ bằng sáng chế của Hoa Kỳ trích dẫn ít nhất ba đơn đăng ký trước đó từ Docutel, tất cả đều liên quan đến sự phát triển của máy ATM và Wetzel không đưa ra con số nào, đó là Bằng sáng chế Hoa Kỳ số 3.662.343, Bằng sáng chế Hoa Kỳ số 3651976  và Bằng sáng chế Hoa Kỳ số 3.686.569 . Các bằng sáng chế này đều được ghi nhận cho Kenneth S. Goldstein, MR Karecki, TR Barnes, GR Chastian và John D. White.

### Những tiến bộ tiếp theo
Tháng 4 năm 1971, Busicom bắt đầu sản xuất máy ATM dựa trên bộ vi xử lý thương mại đầu tiên, Intel 4004. Busicom đã sản xuất các máy rút tiền tự động dựa trên vi xử lý này cho một số người mua, với NCR Corporation là khách hàng chính.
Mohamed Atalla đã phát minh ra mô-đun bảo mật phần cứng (HSM) đầu tiên, được mệnh danh là "Atalla Box", một hệ thống bảo mật mã hóa mã PIN và tin nhắn ATM, đồng thời bảo vệ các thiết bị ngoại tuyến bằng khóa tạo mã PIN không thể đoán được. Vào tháng 3 năm 1972, Atalla đã nộp Bằng sáng chế Hoa Kỳ số 3.938.091 cho hệ thống xác minh mã PIN của mình, bao gồm một đầu đọc thẻ được mã hóa và mô tả một hệ thống sử dụng các kỹ thuật mã hóa để đảm bảo an ninh liên kết điện thoại trong khi nhập thông tin ID cá nhân được truyền đến một vị trí từ xa để xác minh.
Atalla thành lập tập đoàn Atalla (nay là Utimaco Atalla) vào năm 1972, và tung ra sản phẩm thương mại "Atalla Box" vào năm 1973. Sản phẩm đã được phát hành với tên Identikey. Đó là một đầu đọc thẻ và hệ thống nhận dạng khách hàng, cung cấp một thiết bị đầu cuối có khả năng thẻ nhựa và mã PIN. Hệ thống mã định danh bao gồm một bảng điều khiển đầu đọc thẻ, hai miếng mã PIN của khách hàng, bộ điều khiển thông minh và gói giao diện điện tử tích hợp sẵn. Thiết bị bao gồm hai bàn phím, một dành cho khách hàng và một dành cho nhân viên giao dịch. Nó cho phép khách hàng nhập một mã bí mật, được thiết bị chuyển đổi, sử dụng bộ vi xử lý, thành một mã khác cho nhân viên giao dịch. Trong khi giao dịch, đầu đọc thẻ sẽ đọc được số tài khoản của khách hàng. Quá trình này đã thay thế việc nhập thủ công và tránh các lỗi hành trình phím có thể xảy ra. Nó cho phép người dùng thay thế các phương pháp xác minh khách hàng truyền thống như xác minh chữ ký và câu hỏi kiểm tra bằng hệ thống mã PIN an toàn. Sự thành công của "Atalla Box" đã dẫn đến việc áp dụng rộng rãi các mô-đun bảo mật phần cứng trong các máy ATM. Quy trình xác minh mã PIN của nó tương tự như IBM 3624 sau này. Các sản phẩm HSM của Atalla đảm bảo bảo vệ 250 triệu giao dịch thẻ mỗi ngày tính đến năm 2013, và đảm bảo phần lớn giao dịch ATM trên thế giới tính đến năm 2014.
IBM 2984 là một máy ATM hiện đại và được đưa vào sử dụng tại Ngân hàng Lloyds, High Street, Brentwood, Essex, Vương quốc Anh vào tháng 12 năm 1972. IBM 2984 được thiết kế theo yêu cầu của Ngân hàng Lloyds. Điểm phát hành tiền mặt 2984 là một máy ATM thực sự, có chức năng tương tự như các máy ATM ngày nay và được Ngân hàng Lloyds đặt tên là: Cashpoint. Cashpoint vẫn là nhãn hiệu đã đăng ký của Lloyds Banking Group tại Vương quốc Anh nhưng thường được sử dụng làm nhãn hiệu chung để chỉ các máy ATM của tất cả các ngân hàng ở Vương quốc Anh. Tất cả đều trực tuyến và được phát hành một số tiền thay đổi được khấu trừ ngay lập tức vào tài khoản. Một số lượng nhỏ 2984 đã được cung cấp cho một ngân hàng Hoa Kỳ. Một số mẫu máy ATM nổi tiếng trong lịch sử bao gồm Atalla Box, IBM 3614, IBM 3624 và 473x series, Diebold 10xx và TABS 9000 series, NCR 1780 và dòng NCR 770 trước đó.
Hệ thống chuyển mạch đầu tiên cho phép các máy rút tiền tự động dùng chung giữa các ngân hàng đi vào hoạt động sản xuất vào ngày 3 tháng 2 năm 1979, tại Denver, Colorado, trong nỗ lực của Ngân hàng Quốc gia Colorado của Denver và Kranzley và Công ty Cherry Hill, New Jersey.
Năm 2012, một máy ATM mới tại Ngân hàng Hoàng gia Scotland cho phép khách hàng rút tiền mặt lên tới 130 bảng Anh mà không cần thẻ bằng cách nhập mã gồm sáu chữ số được yêu cầu thông qua điện thoại thông minh của họ.

## Vị trí

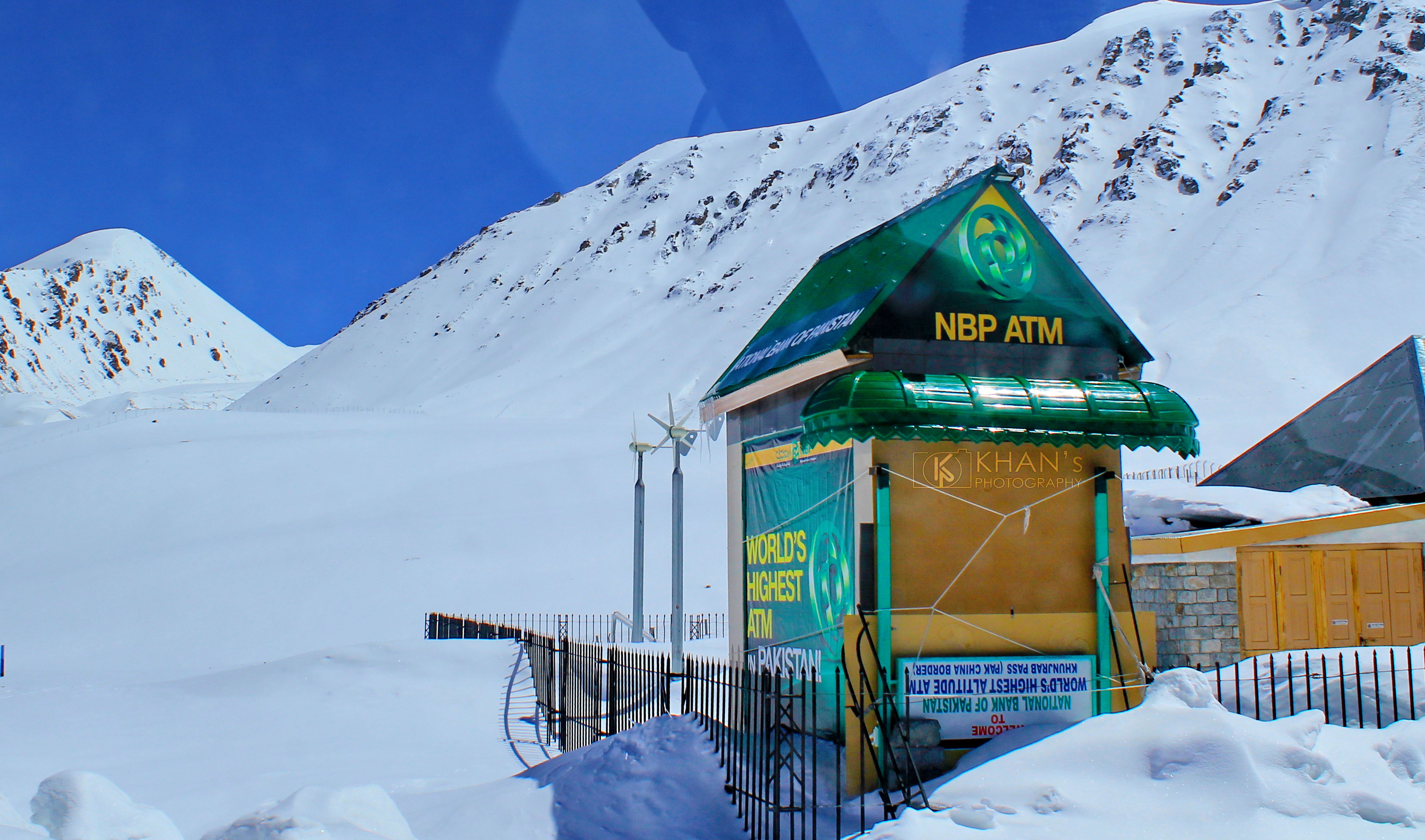
ATM cao nhất thế giới tại đèo Khunjerab ở Gilgit Baltistan, Pakistan, nằm ở độ cao 4693 m trên mực nước biển.

ATM có thể được đặt tại bất kỳ địa điểm nào nhưng thường được đặt gần hoặc bên trong ngân hàng, trung tâm mua sắm, sân bay, ga đường sắt, ga tàu điện ngầm, cửa hàng tạp hóa, trạm xăng, nhà hàng và các địa điểm khác. ATM cũng được tìm thấy trên các tàu du lịch và trên một số tàu của Hải quân Hoa Kỳ, nơi các thủy thủ có thể rút tiền lương của họ.
ATM có thể ở trong nhà hoặc ngoài trời. ATM trong nhà thường là những máy đa chức năng tiên tiến hơn, bổ sung cho khả năng của chi nhánh ngân hàng và do đó đắt hơn. Các máy ngoài trời được triển khai bởi các tổ chức tài chính và các tổ chức bán hàng độc lập (ISO), nơi có nhu cầu đơn giản về tiền mặt, vì vậy chúng thường là các thiết bị chức năng đơn rẻ hơn.
Tại Hoa Kỳ, Canada và một số quốc gia vùng Vịnh, các ngân hàng có thể có các làn đường lái xe qua de có thể sử dụng máy ATM trên ô tô.
Trong thời gian gần đây, các quốc gia như Ấn Độ và một số quốc gia ở Châu Phi đang lắp đặt máy ATM ở khu vực nông thôn, chạy bằng năng lượng mặt trời.
ATM cao nhất thế giới được đặt tại Đèo Khunjerab ở Pakistan. Được Ngân hàng Quốc gia Pakistan lắp đặt ở độ cao 4.693 mét (15.397 ft), nó được thiết kế để hoạt động ở nhiệt độ thấp tới -40 độ C.

## Mạng lưới tài chính

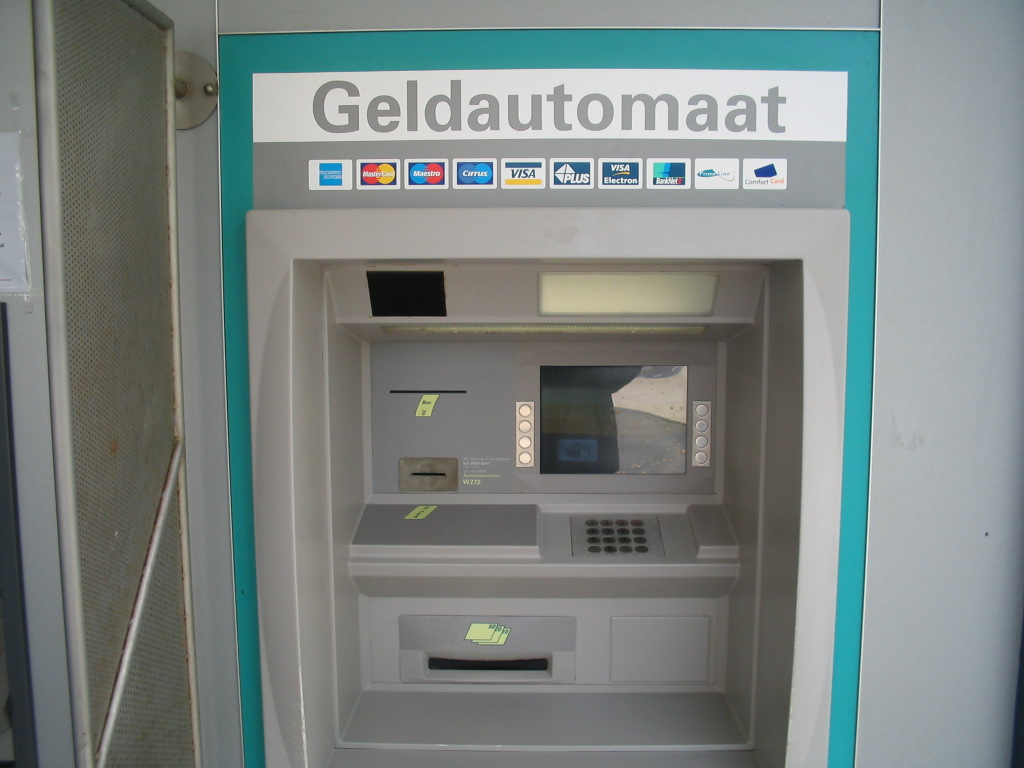
Một máy ATM ở Hà Lan. Logo của một số mạng liên ngân hàng mà nó được kết nối được hiển thị. Logo thẻ PIN không được đặt thậm chí tại thời điểm đó, hệ thống này đã được sử dụng ở đây.

Hầu hết các máy ATM được kết nối với mạng liên ngân hàng cho phép mọi người rút và gửi tiền từ các máy không thuộc ngân hàng nơi họ có tài khoản hoặc tại các quốc gia nơi tài khoản của họ được giữ (cho phép rút tiền mặt bằng nội tệ). Một số ví dụ về mạng liên ngân hàng bao gồm NYCE, PULSE, PLUS, Cirrus, AFFN, Interac, Interswitch, STAR, LINK, MegaLink và BancNet.
ATM dựa trên sự ủy quyền của một giao dịch tài chính của tổ chức phát hành thẻ hoặc tổ chức ủy quyền khác trên mạng truyền thông. Điều này thường được thực hiện thông qua hệ thống nhắn tin ISO 8583.
Nhiều ngân hàng tính phí sử dụng ATM. Trong một số trường hợp, các khoản phí này chỉ được tính cho người dùng không phải là khách hàng của ngân hàng vận hành ATM; trong các trường hợp khác, chúng áp dụng cho tất cả người dùng.

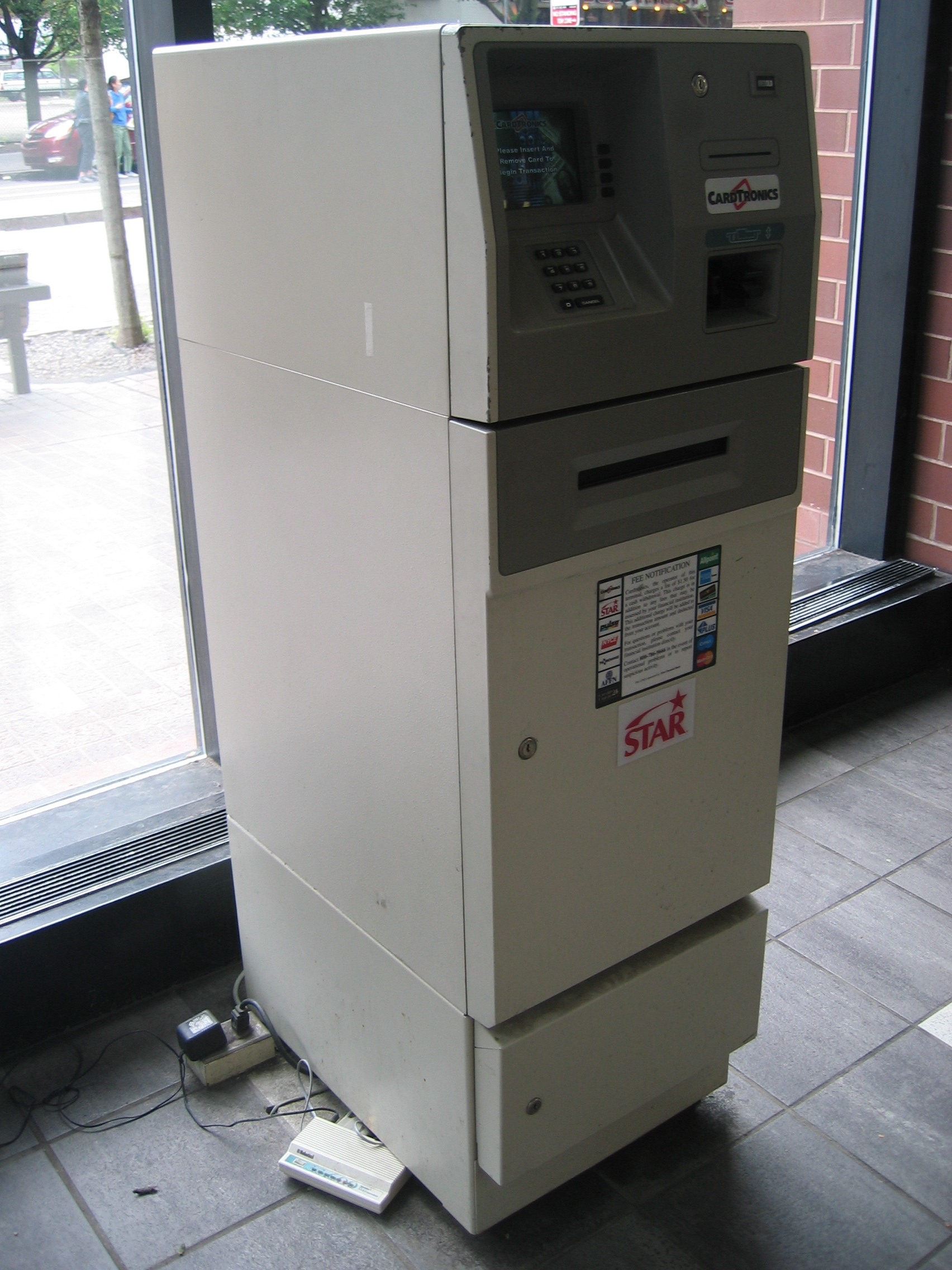
Một Diebold 1063 ix với modem quay số hiển thị ở chân đế

Để cho phép một loạt các thiết bị khác nhau gắn vào mạng của họ, một số mạng liên ngân hàng đã thông qua các quy tắc mở rộng định nghĩa của ATM thành thiết bị đầu cuối có kho tiền trong dấu chân của nó hoặc sử dụng kho tiền hoặc ngăn kéo tiền của người bán hàng, cho phép sử dụng một máy rút tiền mini.
ATM thường kết nối trực tiếp với máy chủ hoặc Bộ điều khiển ATM của họ trên ADSL hoặc modem quay số qua đường dây điện thoại hoặc trực tiếp trên đường dây thuê. Các đường dây cho thuê được ưu tiên hơn các đường dây dịch vụ điện thoại cũ (POTS) vì chúng cần ít thời gian hơn để thiết lập kết nối. Các máy ít bị buôn bán thường sẽ dựa vào modem quay số trên đường dây POTS thay vì sử dụng đường dây thuê, vì đường dây thuê có thể tương đối đắt hơn khi vận hành so với đường dây POTS. Vấn đề nan giải đó có thể được giải quyết khi các kết nối Internet VPN tốc độ cao trở nên phổ biến hơn. Các giao thức giao tiếp cấp thấp hơn phổ biến được ATM sử dụng để liên lạc lại với ngân hàng bao gồm SNA qua SDLC, TC500 qua Async, X.25 và TCP/IP qua Ethernet.
Ngoài các phương thức được sử dụng để bảo mật và bảo mật giao dịch, tất cả lưu lượng liên lạc giữa ATM và Bộ xử lý giao dịch cũng có thể được mã hóa bằng các phương thức như SSL.

## Sử dụng trên toàn cầu

Số lượng máy rút tiền tự động (ATM) trên 100.000 người lớn (2017)

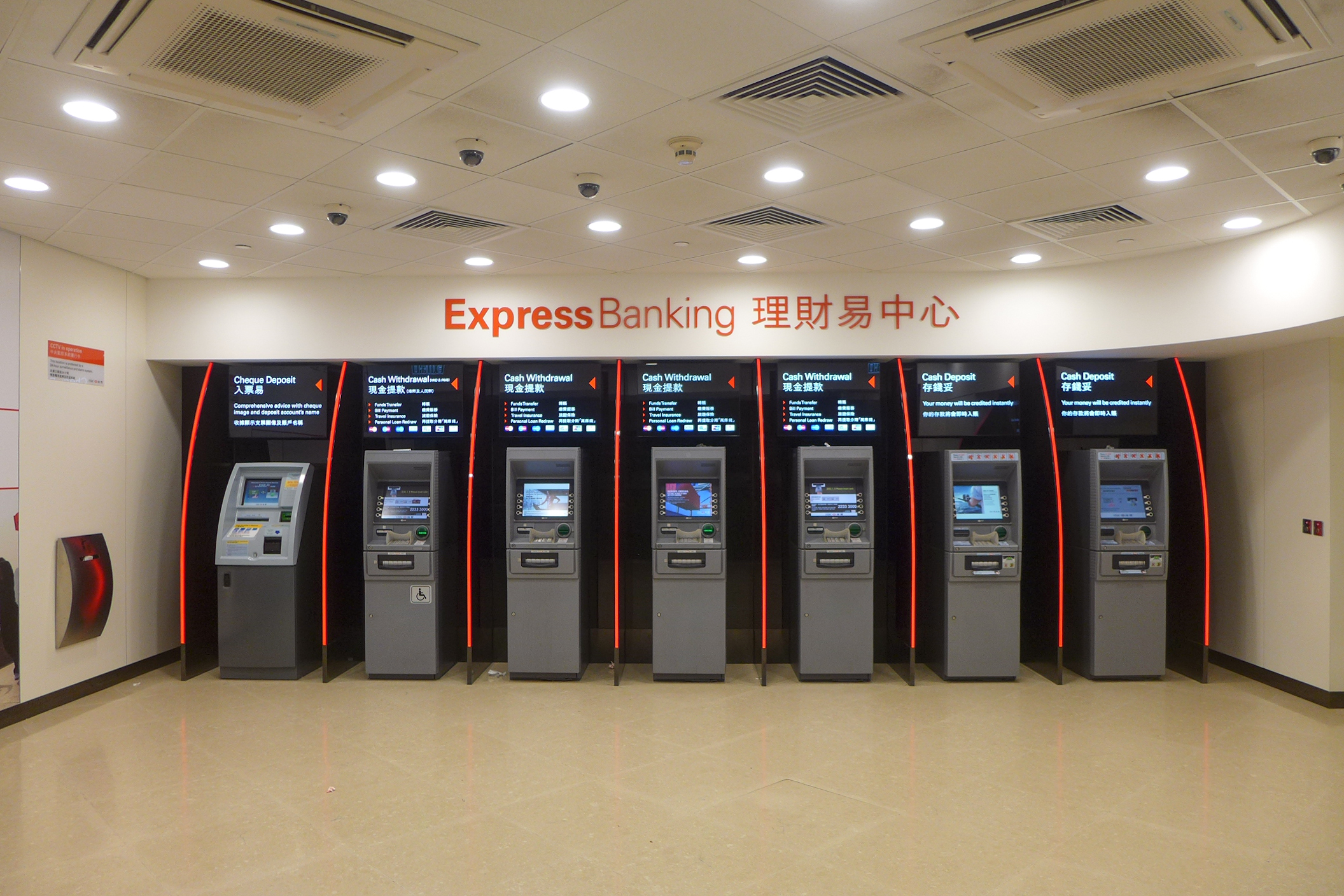
ATM ngân hàng HSBC Express ở Sa Điền, Hồng Kông

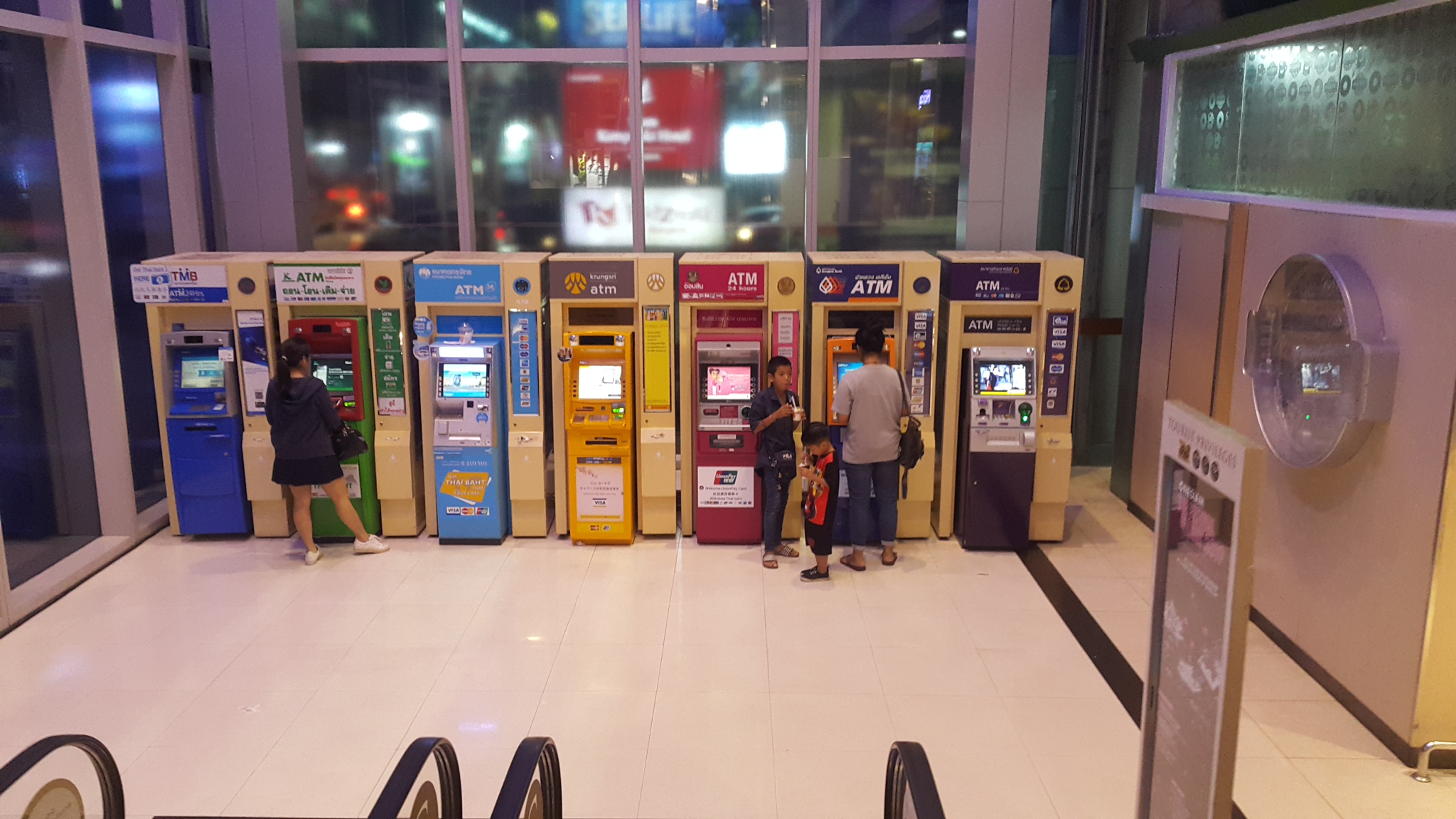
Các loại máy ATM trong trung tâm mua sắm Siam Paragon, Bangkok, Thái Lan

Không có con số quốc tế hoặc chính phủ nào tổng hợp hoàn chỉnh về tổng số ATM được sử dụng trên toàn thế giới. Ước tính do ATMIA phát triển đặt số lượng máy ATM hiện đang sử dụng ở mức 3 triệu đơn vị, tương đương khoảng 1 ATM trên 3.000 người trên thế giới.
Để đơn giản hóa việc phân tích sử dụng ATM trên toàn thế giới, các tổ chức tài chính thường chia thế giới thành bảy khu vực, do tỷ lệ thâm nhập, thống kê sử dụng và các tính năng được triển khai. Bốn khu vực (Hoa Kỳ, Canada, Châu Âu và Nhật Bản) có số lượng ATM cao trên một triệu người. Mặc dù số lượng máy ATM lớn, nhưng có nhu cầu thêm về máy móc ở khu vực Châu Á Thái Bình Dương cũng như ở Châu Mỹ Latinh. Macau có thể có mật độ ATM cao nhất với 254 ATM trên 100.000 người lớn. ATM vẫn chưa đạt số lượng cao ở Cận Đông và Châu Phi.

## Phần cứng

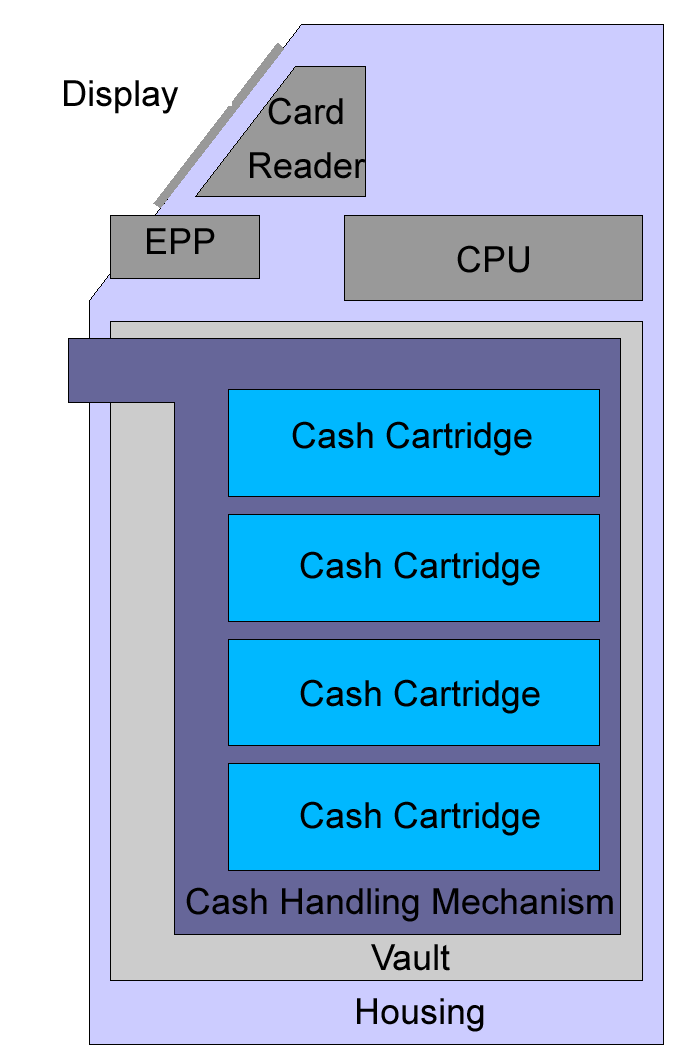
Sơ đồ khối của ATM

Cấu tạo của máy ATM sẽ bao gồm các bộ phận:
- CPU (để kiểm soát giao diện người dùng và thiết bị giao dịch)
- Đầu đọc thẻ từ hoặc chip (để xác định khách hàng)
- Bàn phím mã PIN để chấp nhận và mã hóa số nhận dạng cá nhân EPP4 (bố cục tương tự như bàn phím cảm ứng hoặc bàn phím máy tính), được sản xuất như một phần của vỏ bảo mật
- Bộ xử lý mật mã an toàn, thường nằm trong một vỏ bọc an toàn
- Màn hình (được khách hàng sử dụng để thực hiện giao dịch)
- Các nút phím chức năng (thường gần màn hình) hoặc màn hình cảm ứng (được sử dụng để chọn các khía cạnh khác nhau của giao dịch)
- Máy in hóa đơn (để cung cấp cho khách hàng hóa đơn của giao dịch)
- Kho riêng (để lưu trữ các bộ phận của máy móc yêu cầu quyền truy cập hạn chế)
- Khung (để mang tính thẩm mỹ và gắn biển báo vào)
- Cảm biến và chỉ số

Do nhu cầu tính toán cao hơn và giá cả của các kiến trúc giống như máy tính cá nhân đang giảm, các máy ATM đã rời xa các kiến trúc phần cứng tùy chỉnh bằng cách sử dụng vi điều khiển hoặc mạch tích hợp dành riêng cho ứng dụng và đã áp dụng kiến trúc phần cứng của máy tính cá nhân, chẳng hạn như kết nối USB cho thiết bị ngoại vi, liên lạc qua Ethernet và IP, và sử dụng hệ điều hành máy tính cá nhân.
Các chủ doanh nghiệp thường thuê máy ATM từ các nhà cung cấp dịch vụ. Tuy nhiên, dựa trên tính kinh tế của quy mô, giá của thiết bị đã giảm đến mức nhiều chủ doanh nghiệp chỉ đơn giản là thanh toán cho các máy ATM bằng thẻ tín dụng.
Các nguyên tắc mới về giọng nói và chuyển văn bản thành giọng nói của ADA được áp dụng vào năm 2010, nhưng bắt buộc vào tháng 3 năm 2012  đã buộc nhiều chủ máy ATM phải nâng cấp các máy không tuân thủ hoặc loại bỏ chúng nếu chúng không thể nâng cấp và mua thiết bị tuân thủ mới. Điều này đã tạo ra một con đường cho tin tặc và kẻ trộm lấy phần cứng ATM tại các bãi phế liệu từ các máy ngừng hoạt động được xử lý không đúng cách.

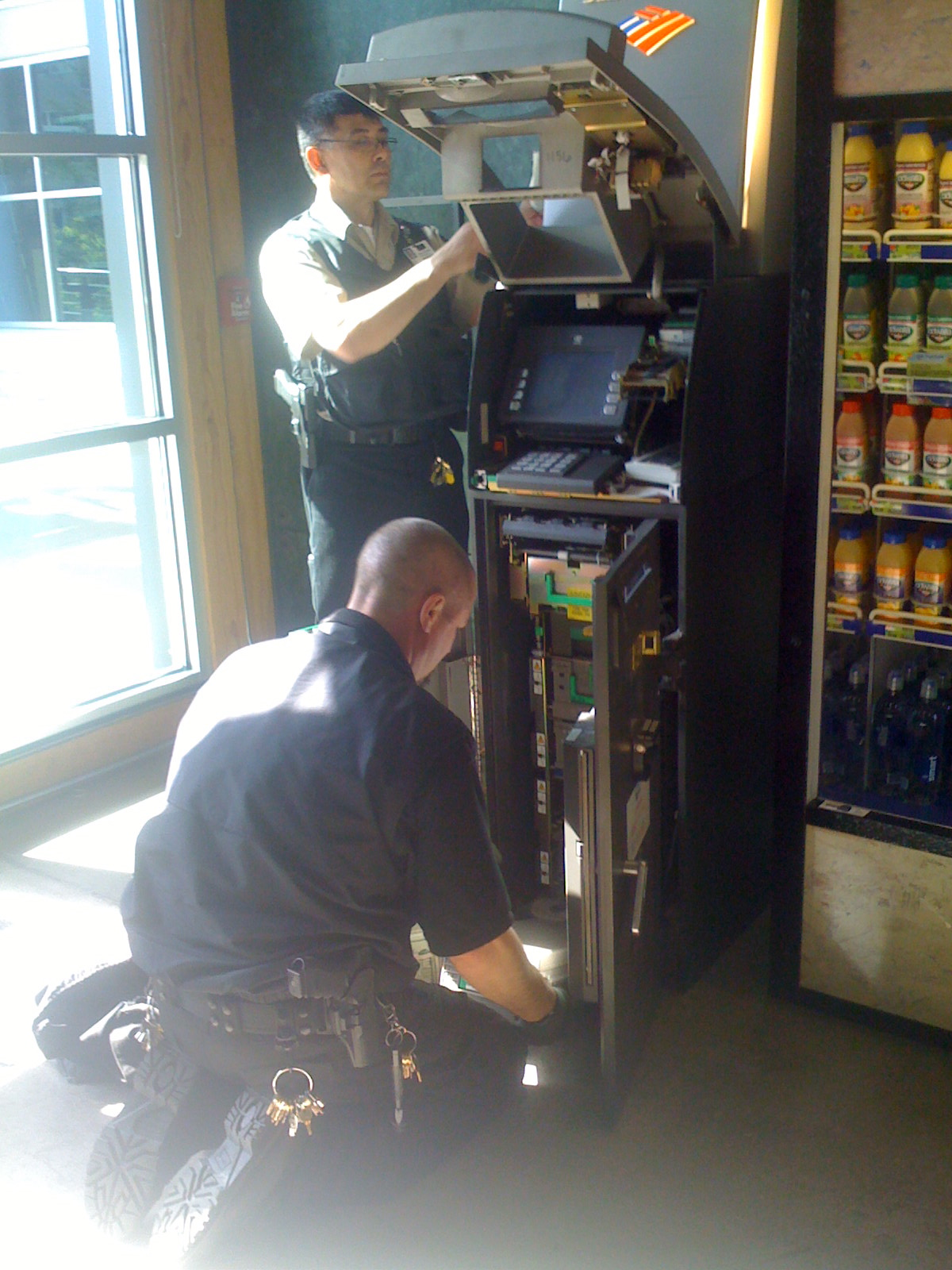
Hai nhân viên của Loomis nạp tiền vào máy ATM tại Downtown Seattle REI

Kho tiền của máy ATM nằm trong khuôn viên của chính thiết bị và là nơi lưu giữ các vật có giá trị. Máy rút tiền Scrip không kết hợp với một kho tiền.
Các cơ chế được tìm thấy bên trong kho tiền có thể bao gồm:
- Cơ chế phân phối (cung cấp tiền mặt hoặc các vật phẩm có giá trị khác)
- Cơ chế gửi tiền bao gồm mô-đun xử lý séc và trình chấp nhận ghi chú số lượng lớn (để cho phép khách hàng gửi tiền)
- Cảm biến an ninh (từ trường, nhiệt, địa chấn, khí)
- Khóa (để đảm bảo truy cập có kiểm soát vào nội dung của kho tiền)
- Hệ thống ghi nhật ký; nhiều thiết bị điện tử (thiết bị nhớ flash kín dựa trên các tiêu chuẩn nội bộ) hoặc thiết bị thể rắn (máy in thực tế) tích lũy tất cả các bản ghi hoạt động bao gồm dấu thời gian truy cập, số lượng ghi chú được phân phát, v.v. Đây được coi là dữ liệu nhạy cảm và được bảo mật theo cách tương tự như tiền mặt vì nó là một khoản nợ tương tự.

Các kho đựng tiền của ATM được các nhà sản xuất cung cấp theo nhiều cấp độ. Các yếu tố ảnh hưởng đến việc lựa chọn loại kho tiền bao gồm chi phí, trọng lượng, các yêu cầu quy định, loại ATM, các biện pháp tránh rủi ro của người vận hành và yêu cầu về khối lượng nội bộ. Cấu hình kho tiền tiêu chuẩn công nghiệp bao gồm Phòng thí nghiệm Underwriters UL-291 "Giờ làm việc" và Két sắt cấp 1, các dẫn xuất RAL TL-30, và CEN EN 1143-1 - CEN III và CEN IV.
Các nhà sản xuất máy ATM khuyến nghị nên gắn một kho tiền vào sàn để chống trộm, mặc dù đã có hồ sơ về một vụ trộm được thực hiện bằng cách đào hầm vào sàn ATM.

## Phần mềm
Với việc chuyển đổi sang phần cứng máy tính cá nhân, các hệ điều hành và môi trường lập trình thương mại tiêu chuẩn "có sẵn" có thể được sử dụng bên trong máy ATM. Các nền tảng điển hình trước đây được sử dụng trong phát triển ATM bao gồm RMX hoặc OS/2.

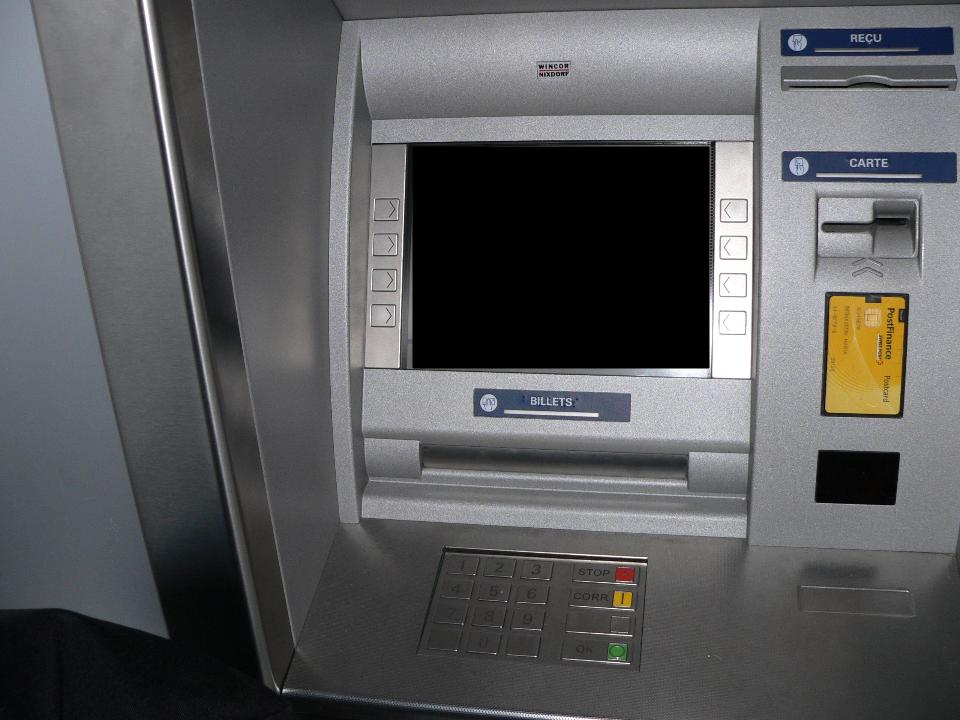
Một máy ATM Wincor Nixdorf chạy Windows 2000 (màn hình hệ thống bị xóa do vi phạm bản quyền).

Ngày nay, phần lớn các máy ATM trên toàn thế giới sử dụng hệ điều hành Microsoft Windows, chủ yếu là Windows XP Professional hoặc Windows XP Embedded.  Đầu năm 2014, 95% máy ATM đang chạy Windows XP. Một số lượng nhỏ các bản triển khai có thể vẫn đang chạy các phiên bản Windows OS cũ hơn, chẳng hạn như Windows NT, Windows CE hoặc Windows 2000, mặc dù Microsoft vẫn chỉ hỗ trợ Windows 8 và Windows 10.
Có quan điểm bảo mật trong ngành máy tính cho rằng hệ điều hành máy tính để bàn công cộng có nhiều rủi ro hơn khi là hệ điều hành cho máy rút tiền so với các loại hệ điều hành khác như hệ điều hành thời gian thực (RTOS) (an toàn). RISKS Digest đã có nhiều bài viết về các lỗ hổng của hệ điều hành ATM.
Linux cũng đang tìm kiếm một số sự tiếp nhận trên thị trường ATM. Một ví dụ về điều này là Banrisul, ngân hàng lớn nhất ở miền nam Brazil, đã thay thế hệ điều hành MS-DOS trong các máy ATM của mình bằng Linux. Banco do Brasil cũng đang chuyển các máy ATM sang Linux. Vortex Engineering có trụ sở tại Ấn Độ đang sản xuất các máy ATM chỉ hoạt động với Linux. Các giao thức giao dịch lớp ứng dụng phổ biến, chẳng hạn như Diebold 91x (911 hoặc 912) và NCR NDC hoặc NDC + cung cấp mô phỏng của các thế hệ phần cứng cũ hơn trên các nền tảng mới hơn với các phần mở rộng gia tăng được thực hiện theo thời gian để giải quyết các khả năng mới, mặc dù các công ty như NCR liên tục cải thiện việc phát hành các giao thức này phiên bản mới hơn (ví dụ: NCR của AANDC v3.xy, trong đó xy là các phép lật đổ). Hầu hết các nhà sản xuất ATM lớn đều cung cấp các gói phần mềm thực hiện các giao thức này. Các giao thức mới hơn như IFX vẫn chưa được các bộ xử lý giao dịch chấp nhận rộng rãi.

Với việc chuyển sang nền tảng phần mềm được tiêu chuẩn hóa hơn, các tổ chức tài chính ngày càng quan tâm đến khả năng chọn và lựa chọn các chương trình ứng dụng điều khiển thiết bị của họ. WOSA / XFS, hiện được gọi là CEN XFS (hoặc đơn giản là XFS), cung cấp một API chung để truy cập và thao tác các thiết bị khác nhau của máy ATM. J / XFS là một triển khai Java của API CEN XFS.

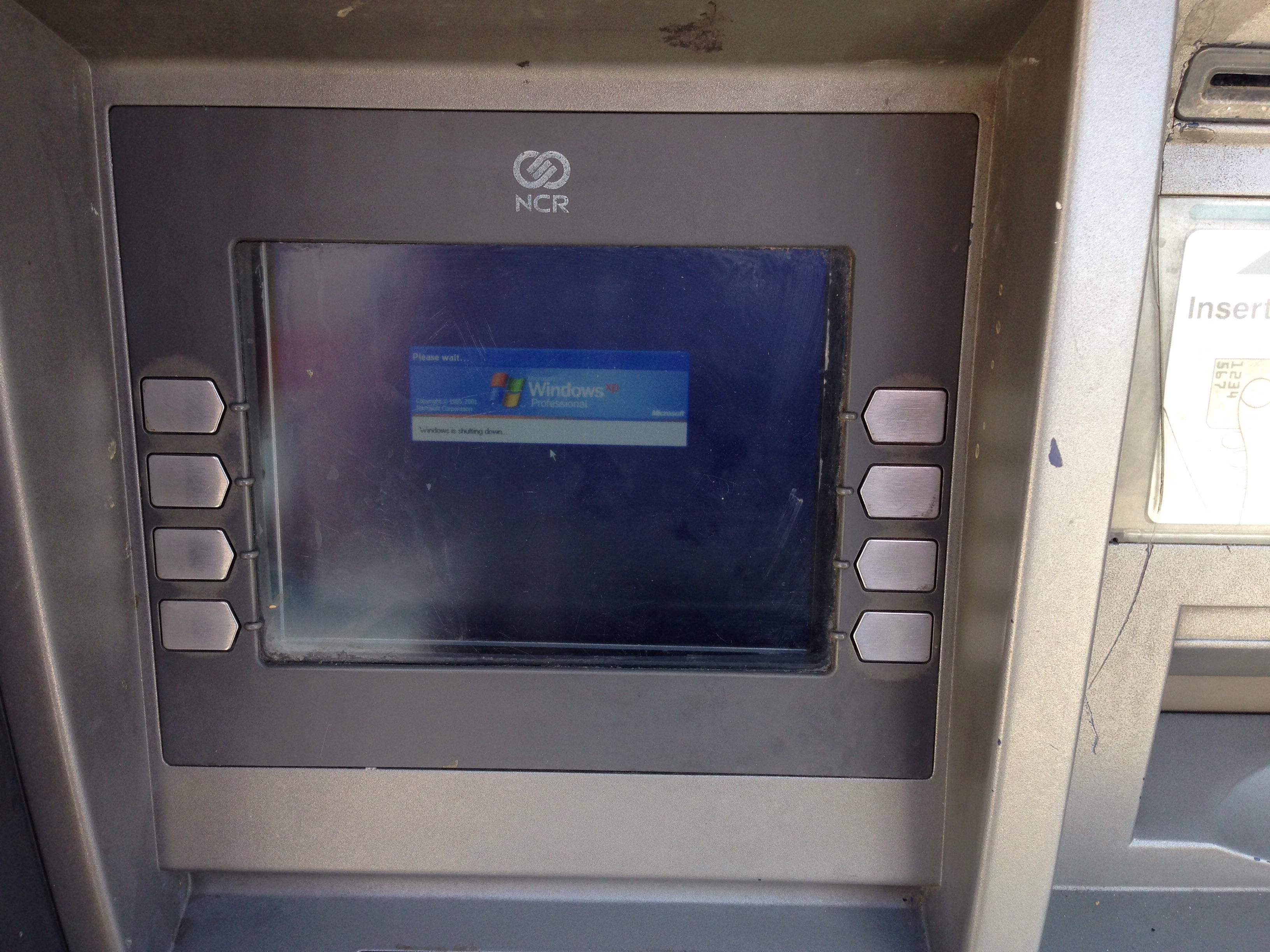
Mặc dù hệ điều hành đã bị Microsoft ngừng hỗ trợ trong hơn năm năm kể từ tháng 3 năm 2020, một số lượng lớn máy ATM vẫn sử dụng các phiên bản của Windows XP, như đã thấy với máy này tại một chi nhánh của Tesco Express ở Slough, Berkshire.

Mặc dù lợi ích được nhận thức của XFS tương tự như câu thần chú " viết một lần, chạy mọi nơi " của Java, thường các nhà cung cấp phần cứng ATM khác nhau có cách hiểu khác nhau về tiêu chuẩn XFS. Kết quả của những khác biệt này trong cách diễn giải có nghĩa là các ứng dụng ATM thường sử dụng một phần mềm trung gian để phân biệt sự khác biệt giữa các nền tảng khác nhau.
Với sự ra đời của hệ điều hành Windows và XFS trên máy ATM, các ứng dụng phần mềm có khả năng trở nên thông minh hơn. Điều này đã tạo ra một loạt ứng dụng ATM mới thường được gọi là ứng dụng có thể lập trình. Những loại ứng dụng này cho phép một loạt các ứng dụng hoàn toàn mới trong đó thiết bị đầu cuối ATM có thể làm được nhiều việc hơn là chỉ giao tiếp với bộ chuyển mạch ATM. Nó hiện được trao quyền để kết nối với các máy chủ nội dung khác và hệ thống ngân hàng video.
Phần mềm ATM đáng chú ý hoạt động trên nền tảng XFS bao gồm Triton PRISM, Diebold Agilis EmPower, NCR APTRA Edge, Absolute Systems AbsoluteINTERACT, KAL Kalignite Software Platform, Phoenix Interactive VISTAatm, Wincor Nixdorf ProTopas, Euronet EFTS và Intertech inter-ATM.
Với việc chuyển các máy ATM sang các môi trường máy tính tiêu chuẩn công nghiệp, mối quan tâm đã tăng lên về tính toàn vẹn của ngăn xếp phần mềm của máy ATM.

## Tác động đến lao động
Số lượng giao dịch viên ngân hàng ở Hoa Kỳ tăng từ khoảng 300.000 vào năm 1970 lên khoảng 600.000 vào năm 2010. Theo trực giác, một yếu tố góp phần có thể là sự ra đời của các máy rút tiền tự động. Máy ATM cho phép một chi nhánh hoạt động với ít giao dịch viên hơn, khiến các ngân hàng mở thêm chi nhánh sẽ rẻ hơn. Điều này có thể dẫn đến việc nhiều giao dịch viên được thuê để xử lý các nhiệm vụ không tự động, nhưng tự động hóa hơn nữa và ngân hàng trực tuyến có thể đảo ngược sự gia tăng này.

## Bảo mật
Bảo mật, vì nó liên quan đến máy ATM, có nhiều khía cạnh. Máy ATM cũng cung cấp một minh chứng thực tế về một số hệ thống và khái niệm bảo mật hoạt động cùng nhau và cách giải quyết các mối quan tâm bảo mật khác nhau.

### Vật lý

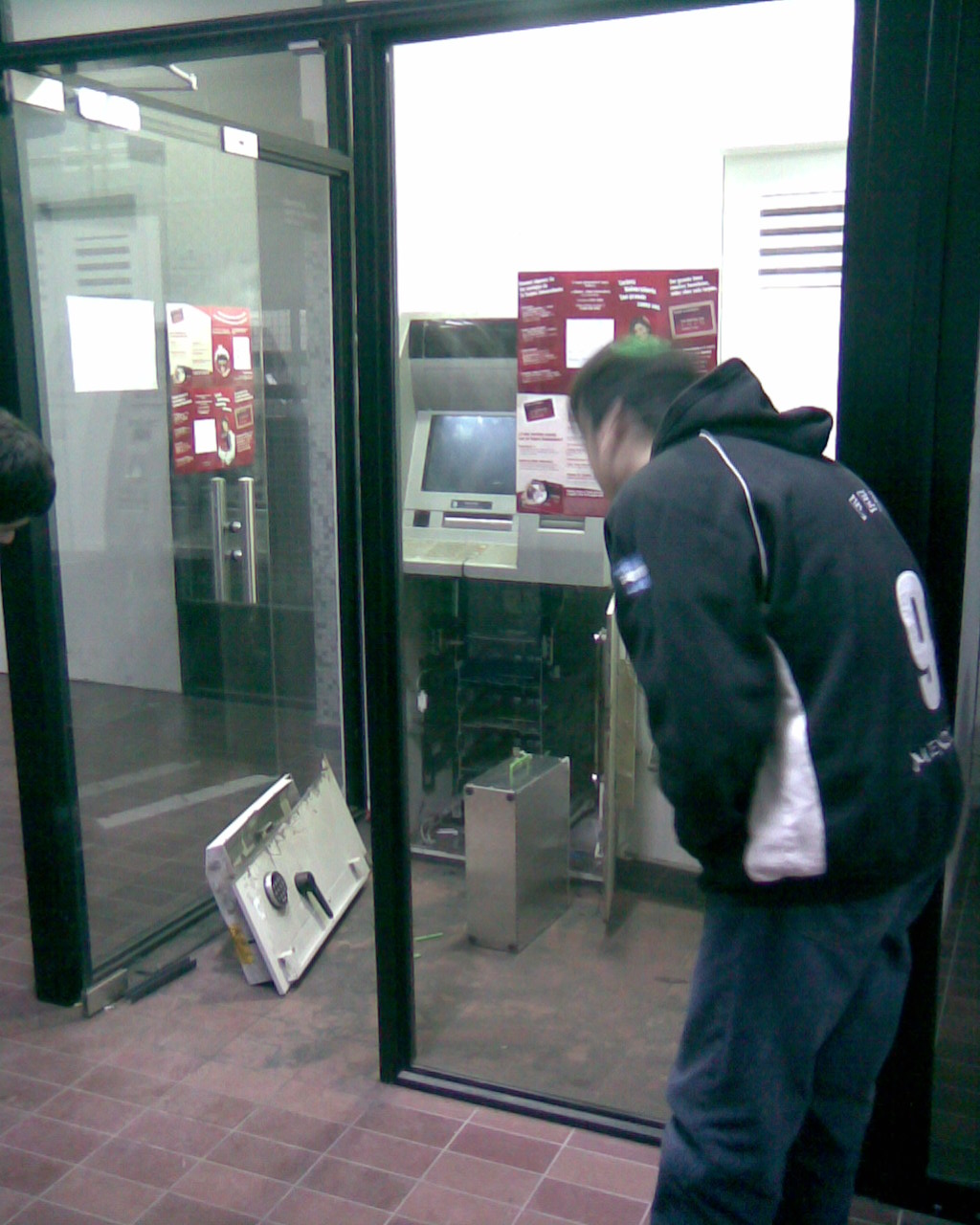
Một Wincor Nixdorf Procash 2100xe Frontload được mở bằng máy mài góc.

Bảo mật ATM ban đầu tập trung vào việc làm cho các thiết bị đầu cuối không thể bị tấn công vật lý; chúng đơn giản là một loại két với cơ chế phân phối. Một số cuộc tấn công đã xảy ra, với những tên trộm cố gắng đánh cắp toàn bộ máy bằng cách tấn công bằng cách húc vào máy. Kể từ cuối những năm 1990, các nhóm tội phạm hoạt động ở Nhật Bản đã cải tiến việc đột kích bằng cách ăn cắp và sử dụng một chiếc xe tải chở đầy máy móc xây dựng hạng nặng để phá hủy hoặc nhổ toàn bộ máy ATM và bất kỳ nhà bao nào để lấy cắp tiền mặt một cách hiệu quả.
Một phương pháp tấn công khác, plofkraak, là bịt kín tất cả các lỗ của máy ATM bằng silicone và lấp đầy hầm chứa bằng khí dễ cháy hoặc đặt chất nổ bên trong, gắn hoặc gần máy. Khí hoặc chất nổ này được bắt lửa và kho tiền bị bật mở ra hoặc bị bóp méo bởi lực của vụ nổ và bọn tội phạm có thể đột nhập. Kiểu trộm cắp này đã xảy ra ở Hà Lan, Bỉ, Pháp, Đan Mạch, Đức, Úc, và Vương quốc Anh. Các kiểu tấn công này có thể được ngăn chặn bằng một số thiết bị phòng chống nổ khí còn được gọi là hệ thống ngăn chặn khí. Các hệ thống này sử dụng cảm biến phát hiện khí nổ để phát hiện khí nổ và vô hiệu hóa nó bằng cách giải phóng một hóa chất ức chế nổ đặc biệt làm thay đổi thành phần của khí nổ và làm cho nó mất tác dụng.
Một số cuộc tấn công ở Anh (ít nhất một trong số đó đã thành công) liên quan đến việc đào một đường hầm được che giấu dưới máy ATM và xuyên qua phần đế được gia cố để lấy tiền.
Bảo mật vật lý ATM hiện đại, cũng như bảo mật xử lý tiền hiện đại khác, tập trung vào việc từ chối việc sử dụng tiền bên trong máy cho kẻ trộm, bằng cách sử dụng các loại Hệ thống vô hiệu tiền giấy thông minh khác nhau.
Một phương pháp phổ biến đơn giản là cướp tiền của nhân viên đang đổ vào máy. Để tránh điều này, lịch trình lấp đầy chúng được giữ bí mật, thay đổi và ngẫu nhiên. Tiền thường được giữ trong các cuộn băng, và sẽ nhuộm màu tiền nếu bị mở không đúng cách.

### Bảo mật và toàn vẹn giao dịch
Sự an toàn của các giao dịch ATM dựa chủ yếu vào sự toàn vẹn của bộ xử lý cryptoprocessor: các máy ATM thường sử dụng các thành phần hàng hóa nói chung mà đôi khi không được coi là "hệ thống đáng tin cậy".
Mã hóa thông tin cá nhân, được yêu cầu bởi luật pháp ở nhiều khu vực tài phán, được sử dụng để ngăn chặn gian lận. Dữ liệu nhạy cảm trong các giao dịch ATM thường được mã hóa bằng DES, nhưng các bộ xử lý giao dịch hiện nay thường yêu cầu sử dụng Triple DES. Kỹ thuật Nạp khóa từ xa có thể được sử dụng để đảm bảo bí mật của quá trình khởi tạo khóa mã hóa trong máy ATM. Mã xác thực tin nhắn (MAC) hoặc MAC một phần cũng có thể được sử dụng để đảm bảo tin nhắn không bị giả mạo trong khi chuyển giữa ATM và mạng tài chính.

### Tính toàn vẹn danh tính khách hàng

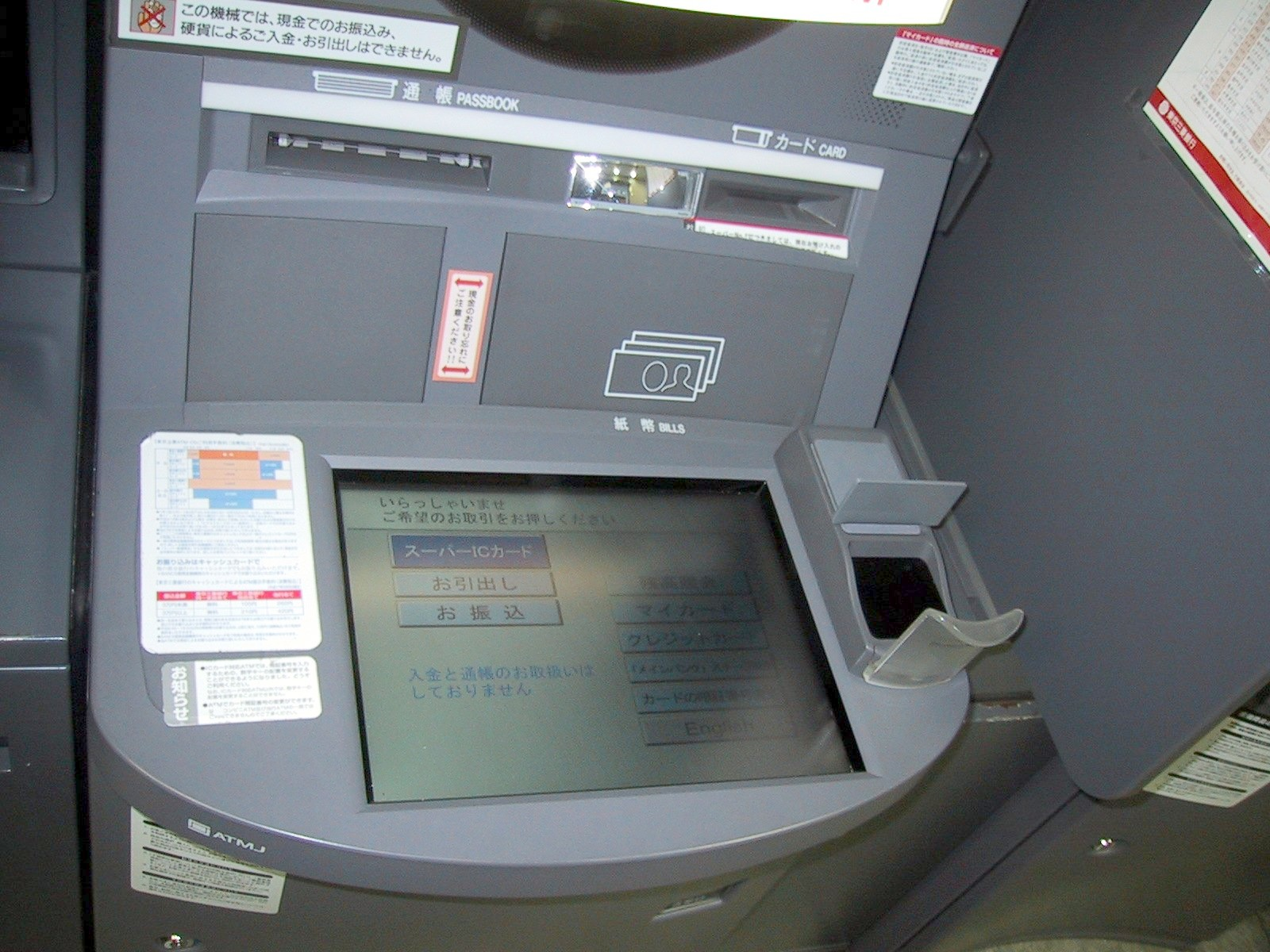
Một BTMU ATM có máy quét cọ (ở bên phải màn hình)

Cũng đã có một số sự cố gian lận bằng cách tấn công Man-in-the-middle, trong đó bọn tội phạm đã gắn bàn phím giả hoặc đầu đọc thẻ vào các máy hiện có. Sau đó, chúng được sử dụng để ghi lại mã PIN và thông tin thẻ ngân hàng của khách hàng nhằm truy cập trái phép vào tài khoản của họ. Nhiều nhà sản xuất ATM đã đưa ra các biện pháp đối phó để bảo vệ thiết bị mà họ sản xuất khỏi những mối đe dọa này.
Các phương pháp thay thế để xác minh danh tính chủ thẻ đã được thử nghiệm và triển khai ở một số quốc gia, chẳng hạn như các mẫu tĩnh mạch ngón tay và lòng bàn tay, mống mắt và công nghệ nhận dạng khuôn mặt. Thiết bị sản xuất hàng loạt rẻ hơn đã được phát triển và đang được lắp đặt trong các máy trên toàn cầu để phát hiện sự hiện diện của các vật thể lạ trên mặt trước của máy ATM, các thử nghiệm hiện tại đã cho thấy khả năng phát hiện thành công 99% đối với tất cả các loại thiết bị đọc gian lận.

### Tính toàn vẹn hoạt động của thiết bị

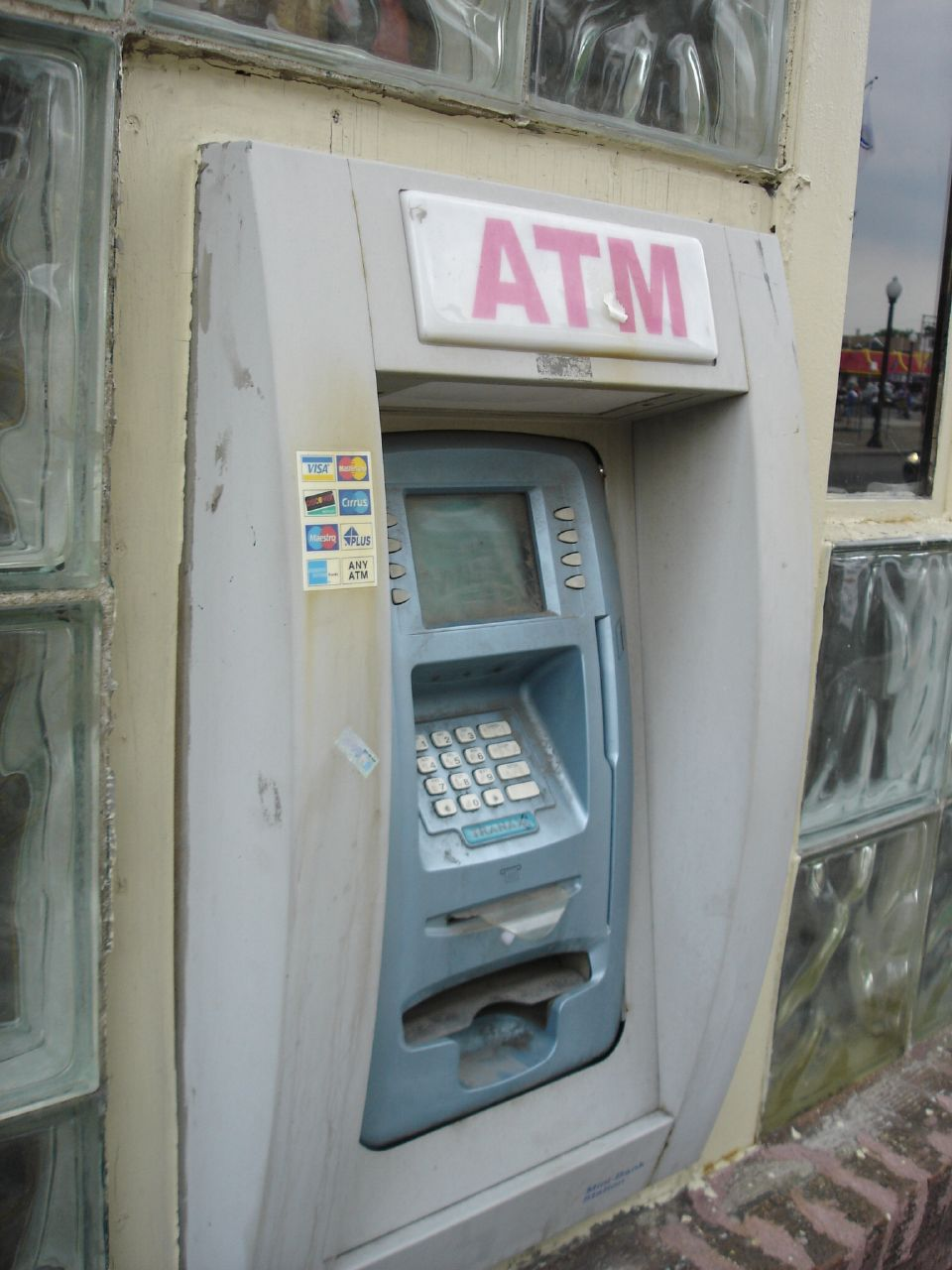
Các máy ATM tiếp xúc với bên ngoài phải chống phá hoại và chống thời tiết.

Phần mở ra ở phía khách hàng của máy ATM thường được che bằng cửa chớp cơ học để ngăn chặn việc giả mạo các cơ cấu khi chúng không được sử dụng. Các cảm biến cảnh báo được đặt bên trong máy ATM và các khu vực phục vụ của chúng để cảnh báo cho người điều hành khi cửa bị mở bởi nhân viên không được phép.
Để bảo vệ khỏi tin tặc, các máy ATM được tích hợp tường lửa. Khi tường lửa đã phát hiện ra những nỗ lực độc hại để xâm nhập vào máy từ xa, tường lửa sẽ khóa máy.
Các quy tắc thường do chính phủ hoặc cơ quan điều hành ATM đặt ra để chỉ định điều gì sẽ xảy ra khi hệ thống toàn vẹn bị lỗi. Tùy thuộc vào khu vực pháp lý, một ngân hàng có thể có hoặc có thể không chịu trách nhiệm pháp lý khi một nỗ lực được thực hiện để phân phối tiền của khách hàng từ máy ATM và tiền được đưa ra ngoài kho tiền của máy ATM, hoặc bị lộ ra ngoài theo cách không an toàn, hoặc chúng bị không thể xác định trạng thái của tiền sau khi giao dịch thất bại. Khách hàng thường nhận xét rằng rất khó để thu hồi số tiền bị mất theo cách này, nhưng điều này thường phức tạp bởi các chính sách liên quan đến các hoạt động đáng ngờ đặc trưng của yếu tố tội phạm.

### Bảo mật khách hàng

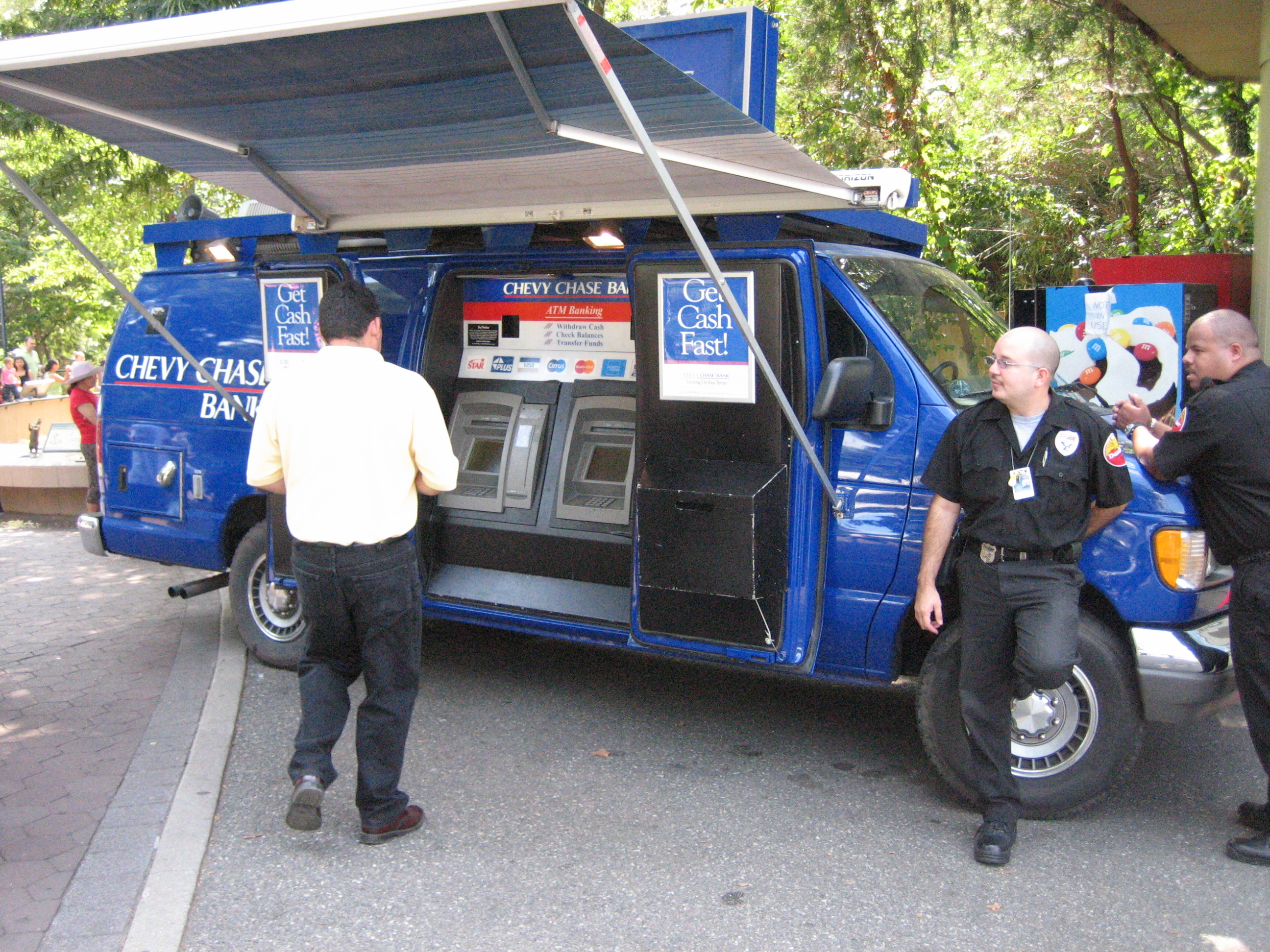
Lính thiết giáp của Dunbar trông chừng các máy ATM đã được cài đặt trong xe tải

Ở một số quốc gia, nhiều camera an ninh và nhân viên bảo vệ là đặc điểm chung cho các máy ATM. Tại Hoa Kỳ, Văn phòng Kiểm soát viên Tiểu bang New York đã khuyến cáo Bộ Ngân hàng Tiểu bang New York có những cuộc kiểm tra an toàn kỹ lưỡng hơn đối với các máy ATM tại các khu vực tội phạm cao.
Các chuyên gia tư vấn của các nhà khai thác ATM khẳng định, vấn đề bảo mật khách hàng cần được ngành ngân hàng chú trọng hơn; Có ý kiến cho rằng các nỗ lực hiện đang tập trung nhiều hơn vào biện pháp ngăn chặn của pháp luật ngăn chặn hơn là vấn đề buộc phải rút tiền đang diễn ra.
Ít nhất là từ ngày 30 tháng 7 năm 1986, các chuyên gia tư vấn của ngành đã đưa ra lời khuyên về việc áp dụng hệ thống mã PIN khẩn cấp cho các máy ATM, nơi người dùng có thể gửi cảnh báo im lặng để đối phó với mối đe dọa. Các nỗ lực lập pháp để yêu cầu hệ thống mã PIN khẩn cấp đã xuất hiện ở Illinois, Kansas  và Georgia, nhưng chưa thành công. Vào tháng 1 năm 2009, Dự luật 1355 của Thượng viện được đề xuất tại Thượng viện Illinois xem xét lại vấn đề của hệ thống mã PIN khẩn cấp đảo ngược. Dự luật một lần nữa được cảnh sát ủng hộ và bị các lobby ngân hàng từ chối.
Năm 1998, ba thị trấn bên ngoài Cleveland, Ohio, để đối phó với làn sóng tội phạm ATM, đã thông qua luật yêu cầu lắp đặt tổng đài số điện thoại khẩn cấp tại tất cả các máy ATM ngoài trời trong phạm vi quyền hạn của họ. Sau một vụ giết người ở Sharon Hill, Pennsylvania, hội đồng thành phố cũng đã thông qua dự luật bảo mật ATM.
Tại Trung Quốc và các nơi khác, nhiều nỗ lực thúc đẩy an ninh đã được thực hiện. Các máy ATM tại chỗ thường được đặt bên trong sảnh của ngân hàng, có thể truy cập 24 giờ một ngày. Các hành lang này có phạm vi phủ sóng camera an ninh rộng rãi, điện thoại tư vấn miễn phí với nhân viên ngân hàng và nhân viên bảo vệ trong khuôn viên. Hành lang ngân hàng không có bảo vệ 24/24 cũng có thể có cửa an toàn chỉ có thể mở từ bên ngoài bằng cách quẹt thẻ ngân hàng vào máy quét gắn trên tường, cho phép ngân hàng xác định thẻ nào vào tòa nhà. Hầu hết các máy ATM cũng sẽ hiển thị cảnh báo an toàn trên màn hình và cũng có thể được trang bị gương cầu lồi phía trên màn hình cho phép người dùng quan sát những gì đang xảy ra phía sau.
Tính đến năm 2013, tuyên bố duy nhất có sẵn về mức độ của các vụ giết người có kết nối ATM là chúng dao động từ 500 đến 1.000 vụ mỗi năm ở Mỹ, chỉ bao gồm các trường hợp nạn nhân có thẻ ATM và thẻ đã được kẻ giết người sử dụng sau khi thời gian chết đã biết.

### Jackpotting
Thuật ngữ jackpotting được sử dụng để mô tả một phương pháp mà bọn tội phạm sử dụng để ăn cắp tiền từ máy ATM. Những tên trộm xâm nhập vật lý thông qua một lỗ nhỏ được khoan trên máy. Họ ngắt kết nối ổ cứng hiện có và kết nối ổ đĩa ngoài bằng thiết bị nội soi công nghiệp. Sau đó, họ nhấn nút bên trong khởi động lại thiết bị để bây giờ nó nằm dưới sự kiểm soát của ổ đĩa ngoài. Sau đó, họ có thể yêu cầu máy ATM rút tất cả tiền mặt của nó.

### Mã hóa
Trong những năm gần đây, nhiều máy ATM cũng mã hóa đĩa cứng. Điều này có nghĩa là thực sự tạo ra phần mềm cho việc jackpotting khó hơn và cung cấp bảo mật hơn cho máy ATM.

## Chức năng

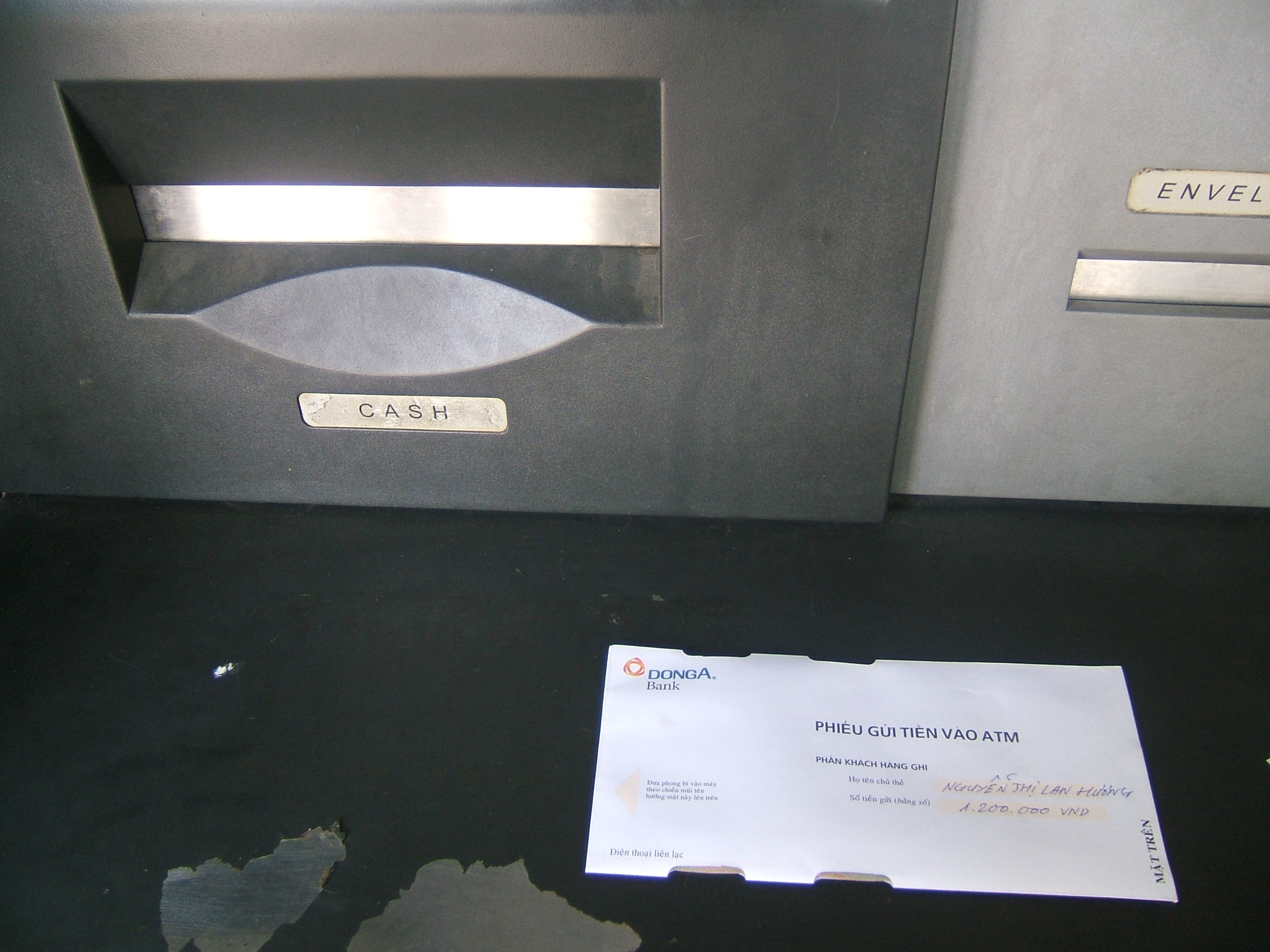
Phong bì gửi tiền vào máy ATM ở Việt Nam

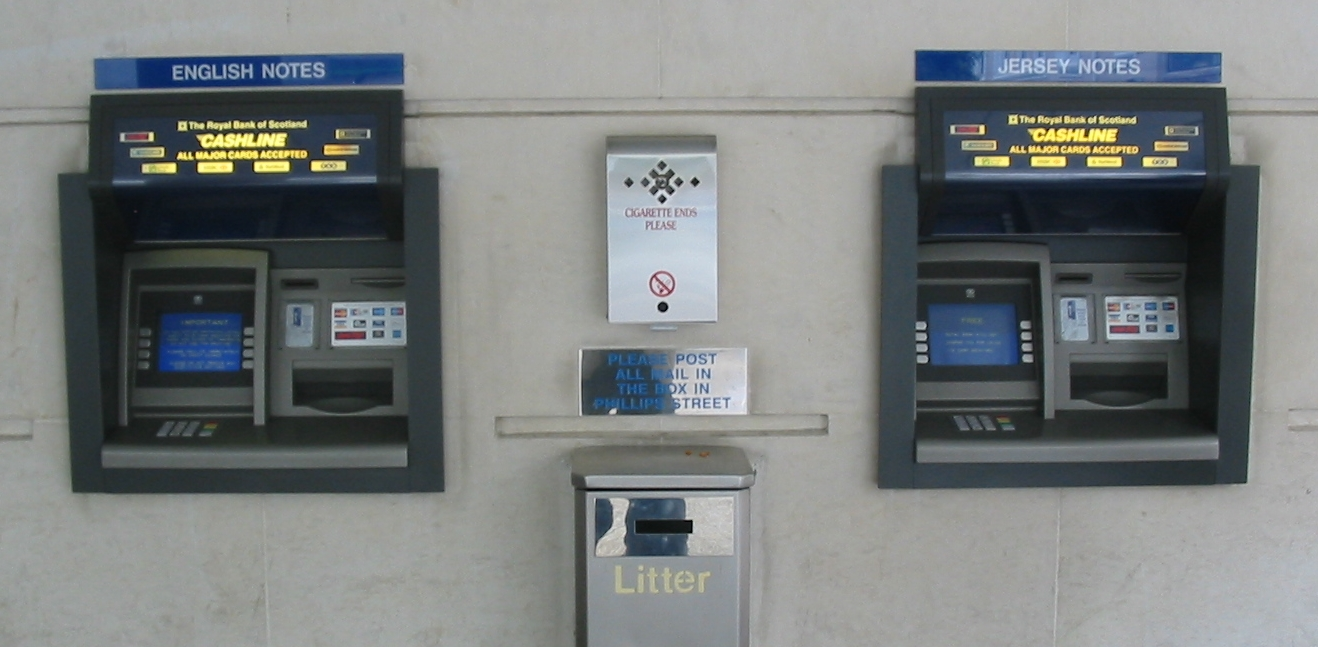
Hai máy ATM NCR Personas 84 tại một ngân hàng ở Jersey phân phối hai loại tiền giấy bảng Anh: ATM Ngân hàng Anh ở bên trái và Bang Jersey ở bên phải.

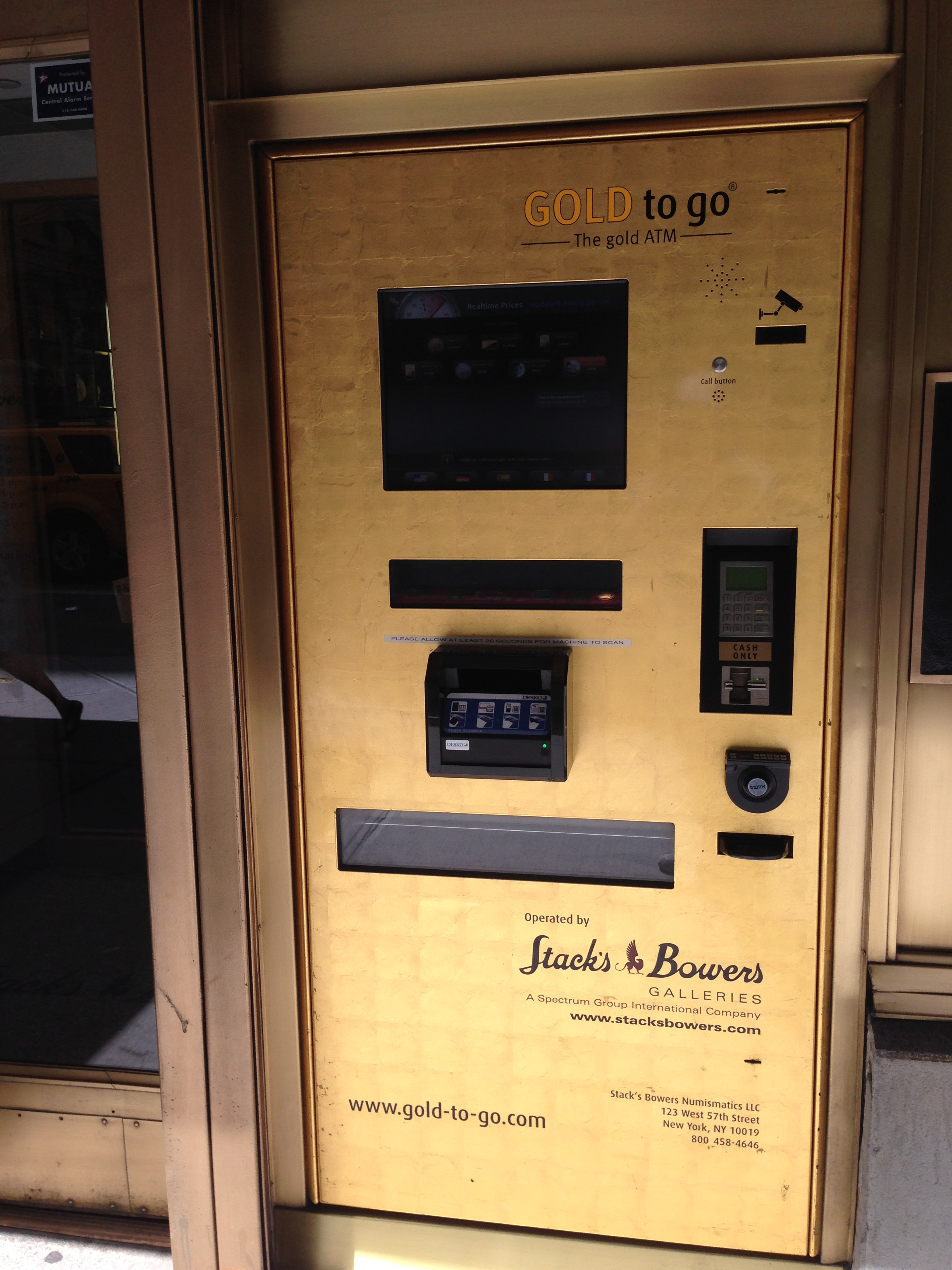
Máy ATM bán vàng tự động ở thành phố New York.

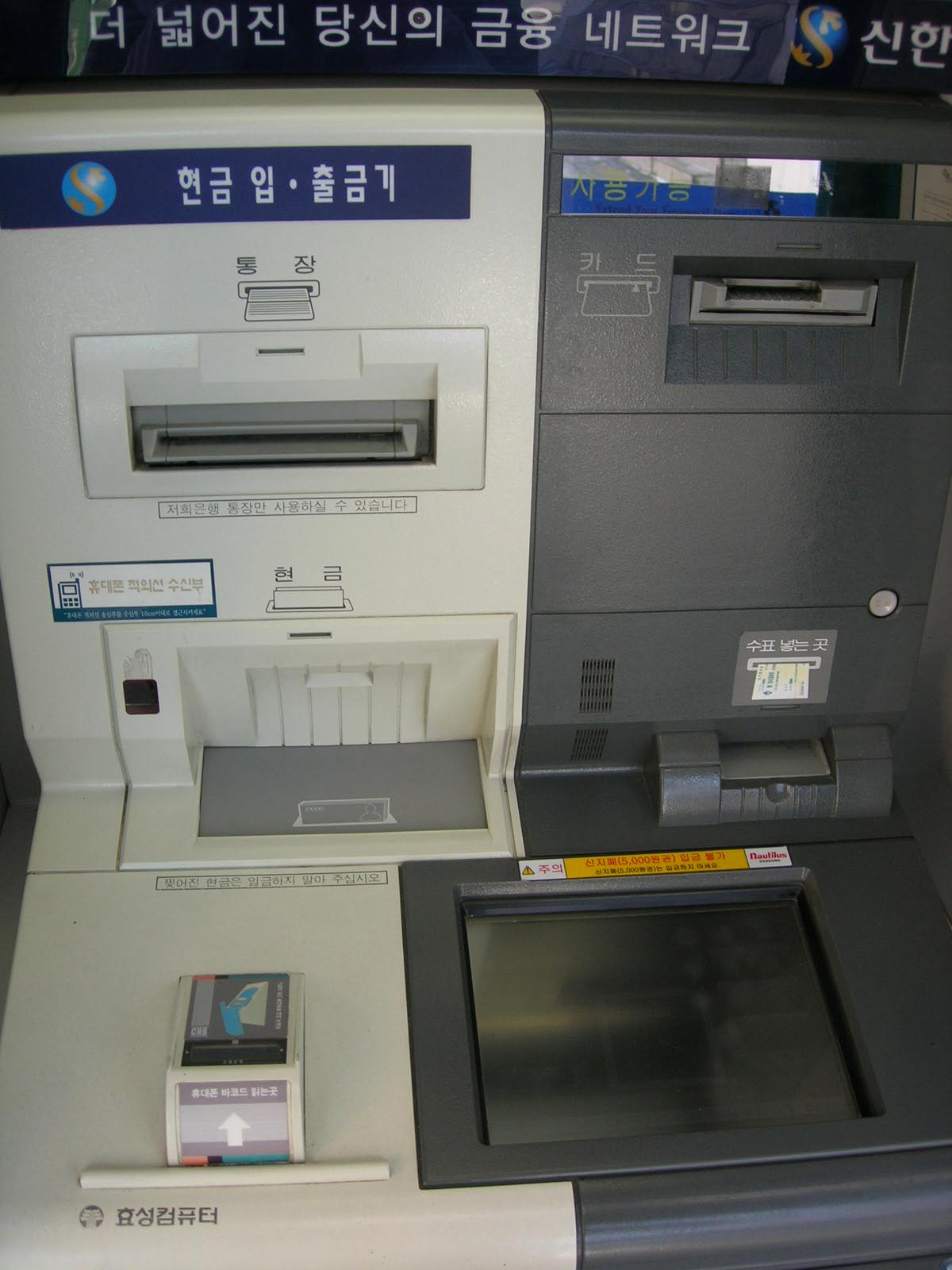
Một máy ATM của Hàn Quốc với cổng ngân hàng di động và đầu đọc mã vạch

Các máy ATM ban đầu được phát triển như một máy rút tiền, và đã phát triển để cung cấp nhiều chức năng khác liên quan đến ngân hàng:
- Thanh toán các hóa đơn, phí và thuế thông thường (tiện ích, hóa đơn điện thoại, an sinh xã hội, phí pháp lý, thuế thu nhập, v.v.)
- In hoặc yêu cầu sao kê ngân hàng
- Cập nhật sổ tiết kiệm
- Ứng trước tiền mặt
- Mô-đun xử lý séc
- Thanh toán (toàn bộ hoặc một phần) số dư tín dụng trên thẻ được liên kết với một tài khoản vãng lai cụ thể.
- Chuyển tiền giữa các tài khoản được liên kết (chẳng hạn như chuyển giữa các tài khoản)
- Nộp tiền, chấp nhận và quay vòng tiền mặt[104][105]

Ở một số quốc gia, đặc biệt là những quốc gia được hưởng lợi từ mạng lưới liên ngân hàng được tích hợp đầy đủ (ví dụ: Multibanco ở Bồ Đào Nha), máy ATM bao gồm nhiều chức năng không liên quan trực tiếp đến việc quản lý tài khoản ngân hàng của chính họ, chẳng hạn như:
- Nạp giá trị tiền tệ vào thẻ giá trị được lưu trữ
- Thêm tiền trả trước cho điện thoại di động.
- Mua
  - Vé xem hòa nhạc
  - Vàng [106]
  - Vé số
  - Vé xem phim
  - Tem thư.
  - Ve xe lửa
  - Thẻ quà tặng trung tâm mua sắm.
- Quyên góp cho các tổ chức từ thiện[107]

Ngày càng có nhiều ngân hàng tìm cách sử dụng máy ATM như một thiết bị bán hàng để cung cấp các khoản vay đã được phê duyệt trước và quảng cáo nhắm mục tiêu bằng cách sử dụng các sản phẩm như ITM (Máy giao dịch thông minh) của Aptra Relate từ NCR. Máy ATM cũng có thể hoạt động như một kênh quảng cáo cho các công ty khác.
Tuy nhiên, một số công nghệ ATM khác nhau vẫn chưa được chấp nhận trên toàn thế giới, chẳng hạn như:
- Hội nghị truyền hình với giao dịch viên là con người, được gọi là giao dịch viên video[110]
- Sinh trắc học, nơi ủy quyền các giao dịch dựa trên việc quét dấu vân tay, mống mắt, khuôn mặt của khách hàng, v.v..[111][112][113]
- Séc/chấp nhận tiền mặt, nơi máy chấp nhận và nhận dạng séc và/hoặc tiền tệ mà không cần sử dụng phong bì [28] Dự kiến sẽ trở nên quan trọng ở Hoa Kỳ thông qua luật Kiểm tra 21.
- Quét mã vạch [114]
- In theo yêu cầu "các mặt hàng có giá trị" (chẳng hạn như vé xem phim, séc du lịch, v.v.)
- Phân phối phương tiện bổ sung (chẳng hạn như thẻ điện thoại)
- Phối hợp máy ATM với điện thoại di động[115]
- Tích hợp với thiết bị phi ngân hàng[116][117]
- Trò chơi và các tính năng khuyến mại[118]
- CRM thông qua máy ATM
- Pha chế dược phẩm[119]

Máy rút tiền dùng video truyền hình hiện được gọi là máy giao dịch viên tương tác. Benton Smith, trên Idaho Business Review viết "Phần mềm cho phép các máy rút tiền tương tác hoạt động được tạo ra bởi một công ty có trụ sở tại Thành phố Salt Lake có tên là uGenius, một nhà sản xuất phần mềm ngân hàng video. NCR, nhà sản xuất máy ATM hàng đầu, đã mua lại uGenius vào năm 2013 và kết hợp phần cứng ATM của riêng mình với phần mềm video của uGenius." 

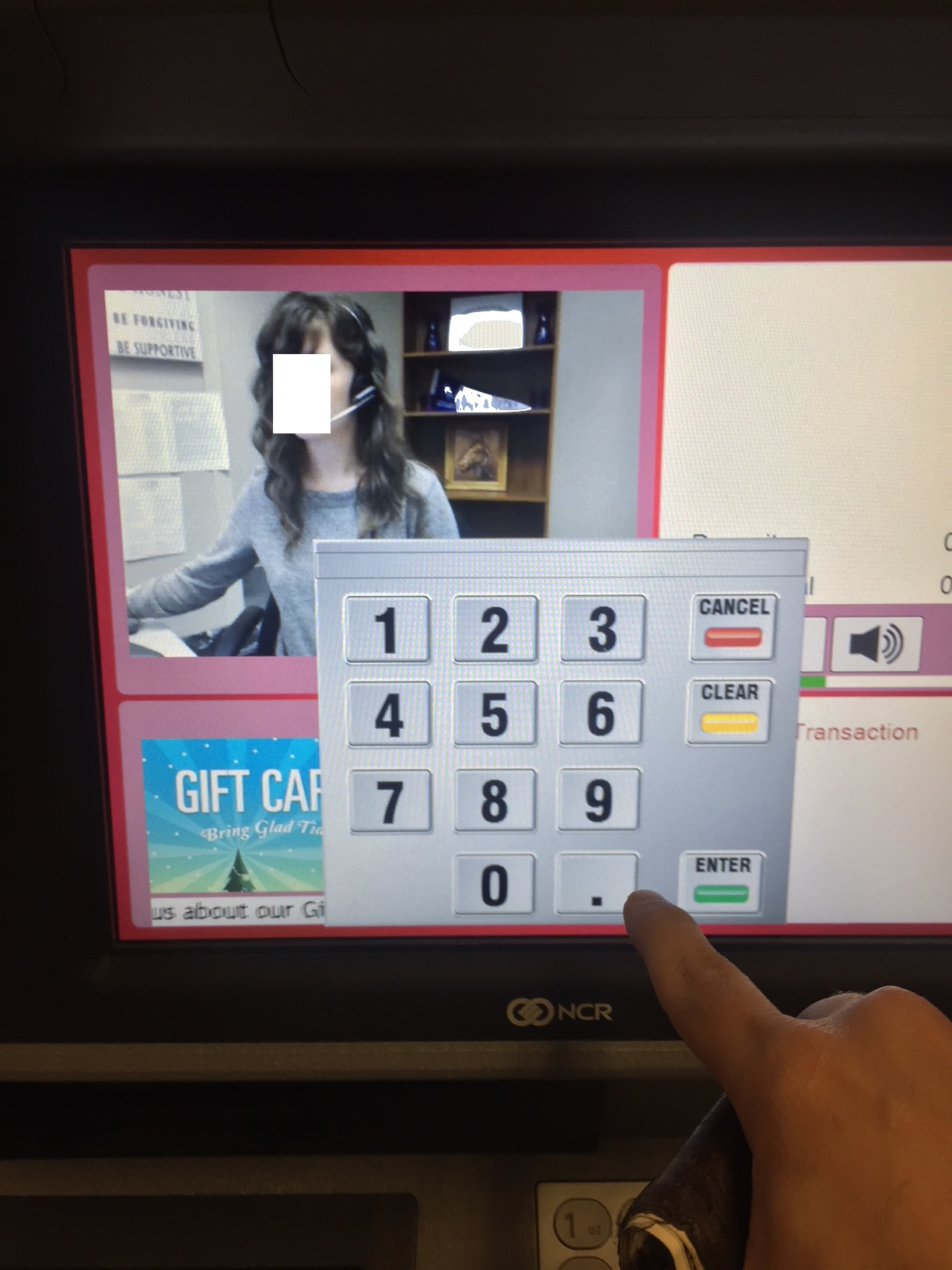
Máy bán tương tác NCR chạy phần mềm uGenius.

## Độ tin cậy

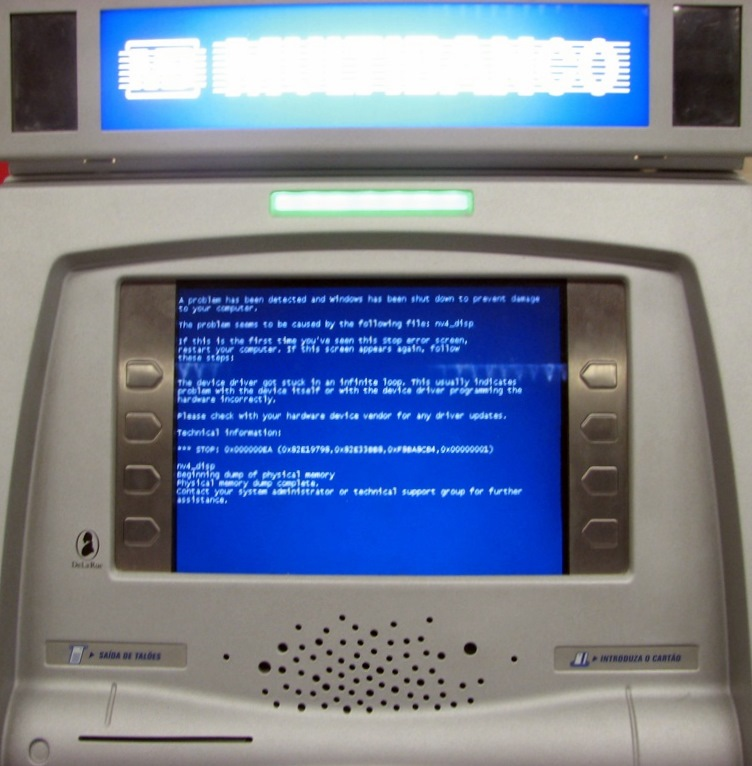
Máy ATM đang chạy Microsoft Windows bị sập do lỗi thiết bị ngoại vi

Trước khi một máy ATM được đặt ở nơi công cộng, nó thường đã trải qua quá trình thử nghiệm rộng rãi với cả tiền mặt thử nghiệm và hệ thống máy tính phụ trợ cho phép nó thực hiện các giao dịch. Khách hàng ngân hàng cũng mong đợi độ tin cậy cao trong các máy ATM của họ, cung cấp các biện pháp khuyến khích cho các nhà cung cấp máy ATM để giảm thiểu sự cố máy và mạng. Hậu quả tài chính của việc vận hành máy không chính xác cũng mang lại mức độ khuyến khích cao để giảm thiểu sự cố.
Máy ATM và các mạng tài chính điện tử hỗ trợ nói chung rất đáng tin cậy, với các tiêu chuẩn ngành thường tạo ra 98,25% tính khả dụng của khách hàng đối với máy ATM  và lên đến 99,999% tính khả dụng cho các hệ thống máy chủ quản lý mạng lưới máy ATM. Nếu mạng lưới ATM ngừng hoạt động, khách hàng có thể bị bỏ lại mà không có khả năng thực hiện giao dịch cho đến đầu giờ mở cửa tiếp theo của ngân hàng của họ.
Điều này cho thấy, không phải tất cả các lỗi đều gây thiệt hại cho khách hàng; đã có trường hợp máy đưa ra tiền mà không cần ghi nợ tài khoản, hoặc đưa ra thuyết minh giá trị cao hơn như là kết quả của sai mệnh giá của tờ tiền giấy được nạp trong cassette tiền. Kết quả của việc nhận quá nhiều tiền có thể bị ảnh hưởng bởi thỏa thuận chủ thẻ giữa khách hàng và ngân hàng.
Các lỗi có thể xảy ra có thể do nguyên nhân cơ học (chẳng hạn như cơ chế vận chuyển thẻ; bàn phím; hỏng đĩa cứng; cơ chế gửi phong bì); phần mềm (chẳng hạn như hệ điều hành; trình điều khiển thiết bị; ứng dụng); thông tin liên lạc; hoặc hoàn toàn do lỗi của người điều hành.
Để tăng độ tin cậy, một số máy ATM in từng giao dịch ra một cuốn nhật ký giấy cuộn được lưu trữ bên trong máy ATM, cho phép người dùng và các tổ chức tài chính liên quan giải quyết mọi việc dựa trên hồ sơ trong sổ nhật ký trong trường hợp có tranh chấp. Trong một số trường hợp, các giao dịch được đăng lên nhật ký điện tử để loại bỏ chi phí cung cấp giấy nhật ký cho máy ATM và thuận tiện hơn cho việc tra cứu dữ liệu.
Kiểm tra tiền không đúng cách có thể gây ra khả năng khách hàng nhận được tiền giả từ máy ATM. Mặc dù nhân viên ngân hàng thường được đào tạo tốt hơn trong việc phát hiện và loại bỏ tiền giả, các nguồn cung cấp tiền ATM do các ngân hàng sử dụng không đảm bảo cho tiền giấy phù hợp, vì Văn phòng Cảnh sát Hình sự Liên bang Đức đã xác nhận rằng thường xuyên có sự cố tiền giấy giả đã được phân phối qua máy ATM. Một số máy ATM có thể được tồn kho và thuộc sở hữu hoàn toàn của các công ty bên ngoài, điều này có thể làm phức tạp thêm vấn đề này. Công nghệ xác thực hóa đơn có thể được sử dụng bởi các nhà cung cấp ATM để giúp đảm bảo tính xác thực của tiền mặt trước khi nó được lưu trữ trong máy; những ATM có khả năng tái chế tiền mặt bao gồm khả năng này.
Ở Ấn Độ, bất cứ khi nào giao dịch không thành công với máy ATM do vấn đề mạng hoặc kỹ thuật và nếu số tiền không được phân phối mặc dù tài khoản được ghi nợ thì các ngân hàng phải trả lại số tiền đã ghi nợ cho khách hàng trong vòng 7 ngày làm việc kể từ ngày nhận được đơn khiếu nại. Các ngân hàng cũng có trách nhiệm thanh toán các khoản phí chậm trả trong trường hợp chậm hoàn trả tiền sau 7 ngày.

## Gian lận

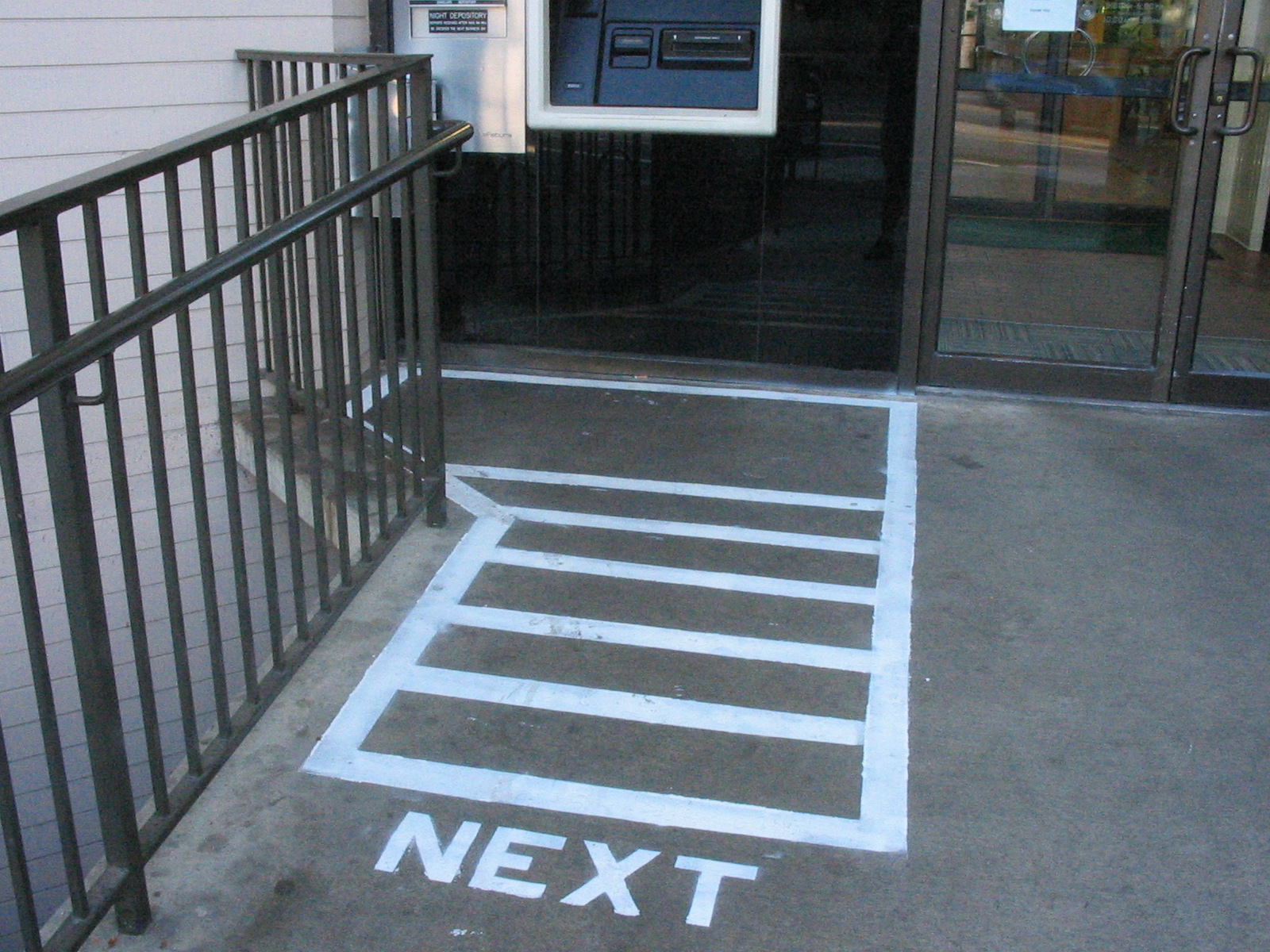
Vạch xếp hàng ATM

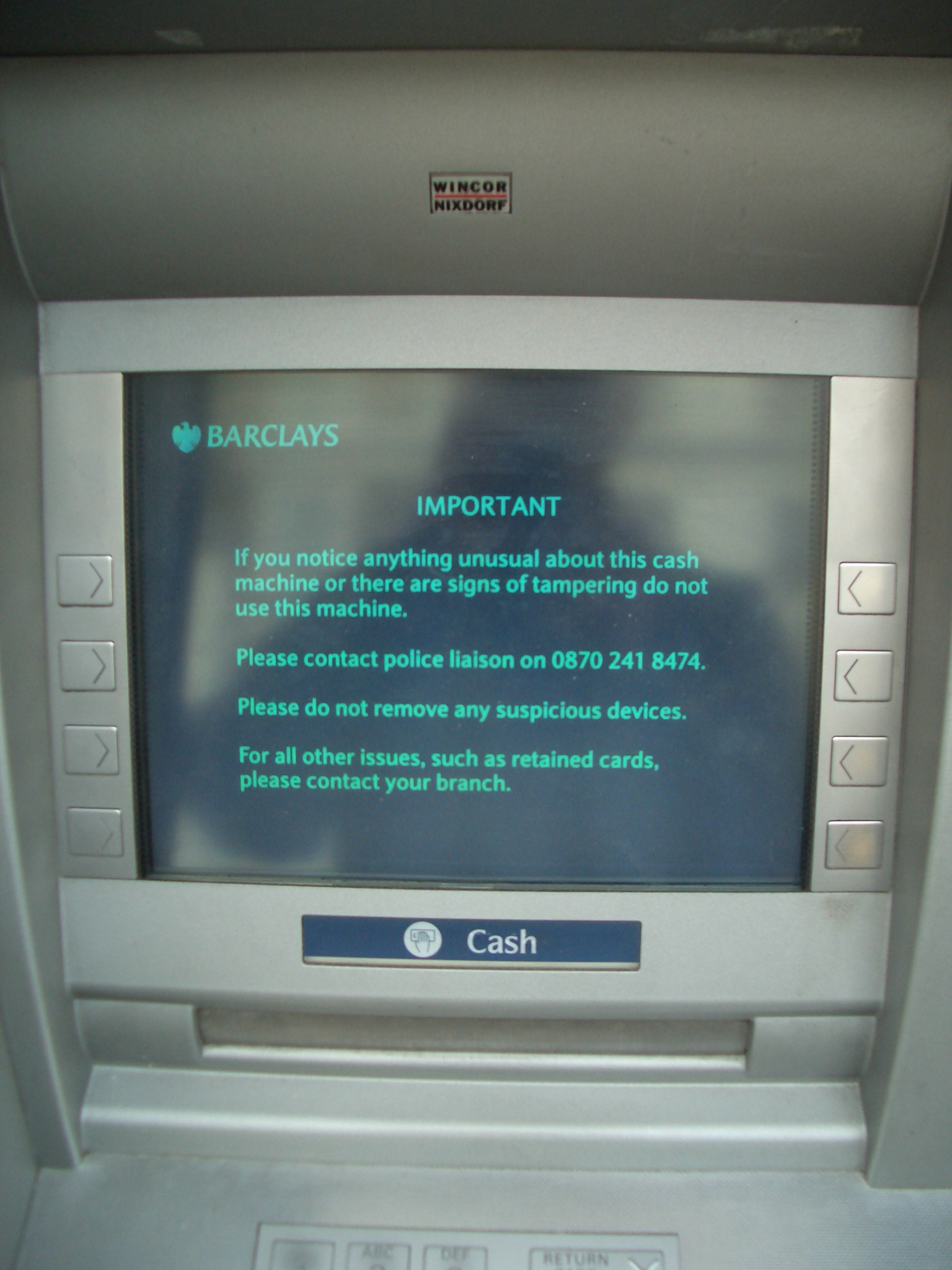
Một số máy ATM có thể hiển thị thông báo cảnh báo để khách hàng cảnh giác với khả năng gắn thiết bị giả mạo.

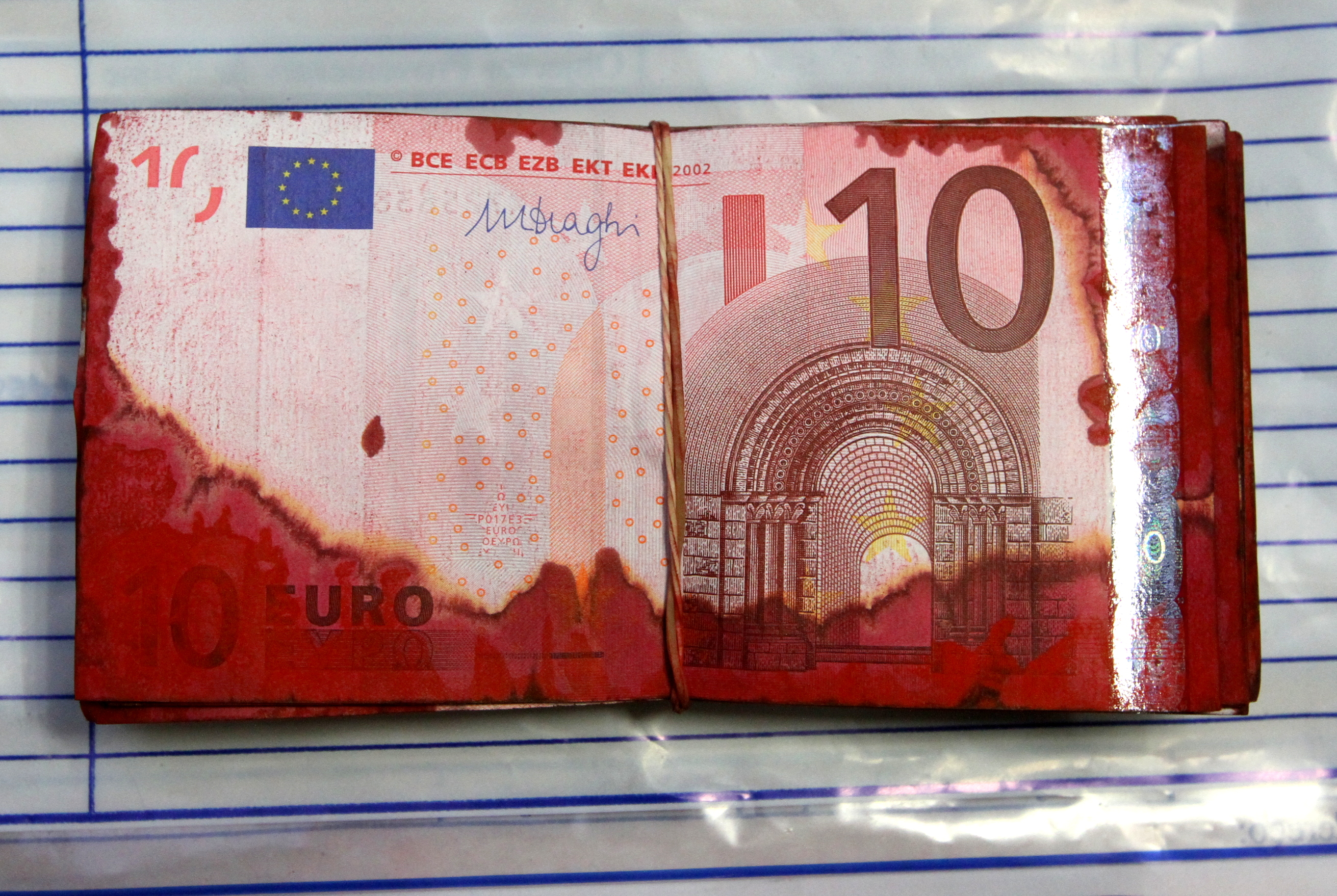
Tờ 10 euro từ một vụ cướp ATM bị nhuộm đỏ không sử dụng được[ cần dẫn nguồn ][ cần dẫn nguồn ]

Như với bất kỳ thiết bị nào có chứa các đối tượng có giá trị, máy ATM và các hệ thống mà chúng phụ thuộc vào để hoạt động là mục tiêu của gian lận. Gian lận đối với máy ATM và nỗ lực của người sử dụng chúng có nhiều hình thức.
Trường hợp đầu tiên được biết đến về một máy ATM giả được lắp đặt tại một trung tâm mua sắm ở Manchester, Connecticut vào năm 1993. Bằng cách sửa đổi hoạt động bên trong của một máy ATM Fujitsu kiểu 7020, một băng nhóm tội phạm có tên Bucklands Boys đã lấy cắp thông tin từ thẻ của khách hàng đưa vào máy.
WAVY-TV đã báo cáo một sự cố ở Virginia Beach vào tháng 9 năm 2006, nơi một hacker, người có thể đã lấy được mật khẩu quản trị viên mặc định của nhà máy cho máy ATM nhãn trắng của một trạm đổ xăng, khiến ATM này cho rằng kho tiền mặt của nó gồm các tờ 5 đô la Mỹ thay vì 20 đô la, tạo điều kiện cho chính hacker này — và nhiều khách hàng tiếp theo — rút tiền với số tiền gấp bốn lần số tiền rút từ tài khoản của họ. Kiểu lừa đảo này đã được giới thiệu trên bộ phim truyền hình The Real Hustle.
Hành vi của ATM có thể thay đổi trong thời gian được gọi là "chờ", khi mạng lưới phân phối tiền mặt của ngân hàng không thể truy cập cơ sở dữ liệu chứa thông tin tài khoản (có thể để bảo trì cơ sở dữ liệu). Để cho phép khách hàng tiếp cận với tiền mặt, khách hàng có thể được phép rút tiền mặt đến một số tiền nhất định có thể thấp hơn hạn mức rút tiền thông thường hàng ngày của họ, nhưng vẫn có thể vượt quá số tiền hiện có trong tài khoản của họ, điều này có thể dẫn đến gian lận nếu khách hàng cố tình rút nhiều tiền hơn số tiền họ có trong tài khoản của họ.

### Gian lận thẻ
Trong nỗ lực ngăn chặn bọn tội phạm nhìn trộm mã số nhận dạng cá nhân (PIN) của khách hàng, một số ngân hàng đã vẽ các khu vực riêng tư trên sàn máy.
Đối với một hình thức gian lận công nghệ thấp, cách dễ nhất là chỉ cần lấy cắp thẻ của khách hàng cùng với mã PIN của nó. Một biến thể sau này của cách tiếp cận này là bẫy thẻ bên trong đầu đọc thẻ của máy ATM bằng một thiết bị thường được gọi là vòng lặp Lebanon. Khi khách hàng bực bội vì không nhận lại được thẻ và bỏ đi khỏi máy, tội phạm có thể rút thẻ và rút tiền mặt từ tài khoản của khách hàng, sử dụng thẻ và mã PIN của nó.
Loại gian lận này đã lan rộng trên toàn cầu. Mặc dù phần nào bị thay thế về khối lượng bởi các sự cố đọc lướt, sự xuất hiện trở lại của bẫy thẻ này đã được chú ý ở các khu vực như châu Âu, nơi thẻ chip EMV và thẻ PIN đã tăng lên.
Một hình thức lừa đảo đơn giản khác liên quan đến việc cố gắng yêu cầu ngân hàng của khách hàng phát hành thẻ mới và mã PIN của thẻ đó và lấy cắp chúng từ thư của họ.
Ngược lại, một phương pháp hoạt động công nghệ cao mới hơn, đôi khi được gọi là lướt thẻ hoặc sao chép thẻ, liên quan đến việc lắp đặt một đầu đọc thẻ từ trên khe cắm thẻ của ATM thực và sử dụng camera giám sát không dây hoặc camera kỹ thuật số đã được sửa đổi hoặc giả. Bàn phím PIN để quan sát mã PIN của người dùng. Dữ liệu thẻ sau đó được nhân bản thành một thẻ trùng lặp và tội phạm cố gắng rút tiền mặt tiêu chuẩn. Sự sẵn có của máy ảnh không dây hàng hóa giá rẻ, bàn phím, đầu đọc thẻ và máy ghi thẻ đã khiến nó trở thành một hình thức gian lận tương đối đơn giản, với rủi ro tương đối thấp đối với những kẻ lừa đảo.
Trong nỗ lực ngăn chặn những hành vi này, ngành ngân hàng đã phát triển các biện pháp đối phó với việc sao chép thẻ, đặc biệt là bằng cách sử dụng thẻ thông minh không thể dễ dàng sao chép hoặc giả mạo bởi các thiết bị chưa được xác thực và bằng cách cố gắng làm cho việc gắn thiết bị bên ngoài máy ATM của họ trở nên khó khăn hơn. Các hệ thống bảo mật thẻ chip cũ hơn bao gồm French Carte Bleue, Visa Cash, Mondex, Blue from American Express  và EMV '96 hoặc EMV 3.11. Hình thức bảo mật thẻ thông minh được phát triển tích cực nhất trong ngành hiện nay được gọi là EMV 2000 hoặc EMV 4.x.
EMV được sử dụng rộng rãi ở Vương quốc Anh (Chip và PIN) và các khu vực khác của Châu Âu, nhưng khi nó không khả dụng ở một khu vực cụ thể, các máy ATM phải quay trở lại sử dụng dải từ tính dễ sao chép để thực hiện các giao dịch. Hành vi dự phòng này có thể được khai thác. Tuy nhiên, tùy chọn dự phòng đã bị loại bỏ trên máy ATM của một số ngân hàng ở Anh, có nghĩa là nếu con chip không đọc được thì giao dịch sẽ bị từ chối.
Việc sao chép và đọc trộm thẻ có thể được phát hiện bằng cách sử dụng đầu đọc thẻ từ và phần sụn có thể đọc chữ ký được nhúng trong tất cả các sọc từ tính trong quá trình sản xuất thẻ. Chữ ký này, được gọi là "MagnePrint" hoặc "BluPrint", có thể được sử dụng cùng với các chương trình xác thực hai yếu tố phổ biến được sử dụng trong các ứng dụng thẻ ATM, thẻ ghi nợ / điểm bán lẻ và thẻ trả trước.
Khái niệm và các phương pháp khác nhau sao chép nội dung của dải từ tính của thẻ ATM vào một thẻ trùng lặp để truy cập thông tin tài chính của người khác đã được biết đến nhiều trong cộng đồng hacker vào cuối thập kỷ 1990.
Năm 1996, Andrew Stone, một nhà tư vấn bảo mật máy tính từ Hampshire, Vương quốc Anh, bị kết tội ăn cắp hơn 1 triệu bảng Anh bằng cách hướng máy quay video độ nét cao vào máy ATM từ một khoảng cách đáng kể và ghi lại số thẻ, ngày hết hạn, v.v. từ chi tiết dập nổi trên thẻ ATM cùng với cảnh quay video về mã PIN được nhập. Sau khi nhận được tất cả thông tin từ băng video, anh ta có thể tạo ra các thẻ sao chép không chỉ cho phép anh ta rút toàn bộ hạn mức hàng ngày cho mỗi tài khoản mà còn cho phép anh ta vượt qua giới hạn rút tiền bằng cách sử dụng nhiều thẻ sao chép. Tại tòa án, người ta cho thấy rằng Stone có thể rút tối đa 10.000 bảng Anh mỗi giờ bằng cách sử dụng phương pháp này. Stone bị kết án năm năm sáu tháng tù.

## Thiết bị liên quan
Máy ATM biết nói là một loại máy ATM cung cấp hướng dẫn bằng âm thanh để những người không thể đọc được màn hình có thể sử dụng máy một cách độc lập, do đó loại bỏ hiệu quả nhu cầu hỗ trợ từ một nguồn độc hại tiềm ẩn bên ngoài. Tất cả thông tin âm thanh được cung cấp riêng tư thông qua giắc cắm tai nghe tiêu chuẩn trên mặt máy. Ngoài ra, một số ngân hàng như Nordea và Swedbank sử dụng loa ngoài tích hợp có thể được kích hoạt bằng cách nhấn nút đàm thoại trên bàn phím. Thông tin được chuyển đến khách hàng thông qua các tệp âm thanh được ghi sẵn hoặc thông qua tổng hợp giọng nói chuyển văn bản thành giọng nói.
Một ki-ốt tương tác của bưu điện có thể chia sẻ nhiều thành phần của máy ATM (bao gồm cả kho tiền), nhưng nó chỉ phân phối các mặt hàng liên quan đến bưu phí.
Máy rút tiền dạng kịch bản có thể có nhiều thành phần chung với máy ATM, nhưng nó thiếu khả năng phân phối tiền mặt vật lý và do đó không yêu cầu kho tiền. Thay vào đó, khách hàng yêu cầu một giao dịch rút tiền từ máy trong đó in biên lai hoặc scrip. Sau đó, khách hàng mang biên lai này đến một nhân viên bán hàng gần đó, người này sau đó sẽ đổi nó lấy tiền mặt từ kho đựng tiền.
Đơn vị hỗ trợ giao dịch viên (TAU) khác biệt ở chỗ nó được thiết kế để chỉ được vận hành bởi nhân viên được đào tạo chứ không phải bởi công chúng, tích hợp trực tiếp vào mạng liên ngân hàng và thường được điều khiển bởi một máy tính không được tích hợp trực tiếp vào tổng thể xây dựng của đơn vị này.
Web ATM là một giao diện trực tuyến cho ngân hàng thẻ ATM sử dụng đầu đọc thẻ thông minh. Tất cả các chức năng ATM thông thường đều khả dụng, ngoại trừ rút tiền mặt. Hầu hết các ngân hàng ở Đài Loan đều cung cấp các dịch vụ trực tuyến này.

## Nguy cơ
Bên cạnh những tiện ích to lớn của máy ATM, trên thực tế, việc sử dụng máy ATM cũng gây ra những nguy cơ nhất định về sức khỏe, Theo một số nghiên cứu thì máy ATM chứa một lượng vi khuẩn có thể gây bệnh cho con người tương đương với các nhà vệ sinh công cộng vì, các máy ATM trên có khoảng hàng trăm người sử dụng mỗi ngày, theo nghiên cứu phát hiện máy ATM đều chứa vi khuẩn pseudomonad, khuẩn hình que là những vi khuẩn gây ra chứng nôn mửa và bệnh tiêu chảy. Bên cạnh đó cũng có những trường hợp máy ATM bị rò rỉ điện, gây ra tai nạn chết người.
Cũng có nhiều ý kiến than phiền (thậm chí là kiện tụng) vì tiền trong tài khoản bị mất, nhầm lẫn, thiếu sót, trục trặc... khi sử dụng máy ATM.